# Weißschwanzspinne
Die Weißschwanzspinne (Lampona cylindrata) ist eine Spinne aus der Familie der Lamponidae. Sie ist im südlichen Australien verbreitet und synanthrop (an menschliche Siedlungsbereiche angepasst), bewohnt jedoch auch andere Habitate (Lebensräume) und kommt teilweise mit der gattungsverwandten Art L. murina sympatrisch (gemeinsam) vor. Die Spinne ist auch unter ihren englischsprachigen Trivialnamen White-tailed spider, White tail spider oder einfach schlicht White tail bekannt, deren Bedeutungen der deutschsprachigen Trivialbezeichnung entsprechen. Bei der Art handelt es sich um einen mittelgroßen Vertreter der Echten Webspinnen (Araneomorphae) mit der für die Gattung der Weißschwanzspinnen (Lampona) typischen Farbgebung einschließlich arteigener Farbelemente.
Mit anderen Arten der Familie der Lamponidae teilt die Weißschwanzspinne ihre Nachtaktivität sowie die nomadische Lebensweise. Am Tag versteckt sich die wie fast alle Spinnen räuberisch lebende Art in temporären Unterschlüpfen, nachts widmet sie sich dem Beutefang. Sie jagt dabei wie alle Arten der Familie ohne ein Spinnennetz, als aktiver Laufjäger. Dabei erbeutet die stenophage (auf bestimmte Nahrung angewiesene) Weißschwanzspinne wie auch die übrigen Arten der Gattung ausschließlich andere Spinnen, darunter vorzugsweise die Schwarze Hausspinne (B. insignis) und die Graue Hauskräuselspinne (B. longinqua) aus der Gattung der Hauskräuselspinnen (Badumna) und dringt dafür auch in deren Fangnetze ein. Ein begattetes Weibchen betreibt Brutpflege und bewacht seinen Eikokon. Die frisch geschlüpften Jungtiere verbleiben anfangs in Gesellschaft bei den Resten des Kokons, ehe sie sich verselbstständigen und über mehrere Fresshäute (Häutungsstadien) heranwachsen. Sie überwintern und erlangen ihre Geschlechtsreife im Folgejahr.
Aufgrund ihrer Synanthropie ist ein Zusammentreffen zwischen Weißschwanzspinne und Mensch wahrscheinlich, Bissunfälle ereignen sich jedoch für gewöhnlich nur dann, wenn die nicht aggressive Art bedrängt wird. Die verbreitete Annahme, dass Bissunfälle der Weißschwanzspinne Nekrosen auslösen oder mit anderen ernstzunehmenden Folgen einhergehen, ließ sich nie belegen. Dieses als nekrotisierender Arachnidismus bekannte Phänomen hat der Spinne einen schlechten Ruf eingebracht. Tatsächlich sind Bisse der Art schmerzhaft, lösen im Regelfall jedoch keine medizinisch relevanten Symptome aus. Ähnliches ist auch von anderen Arten aus der Gattung der Weißschwanzspinnen wie L. murina überliefert.

## Merkmale

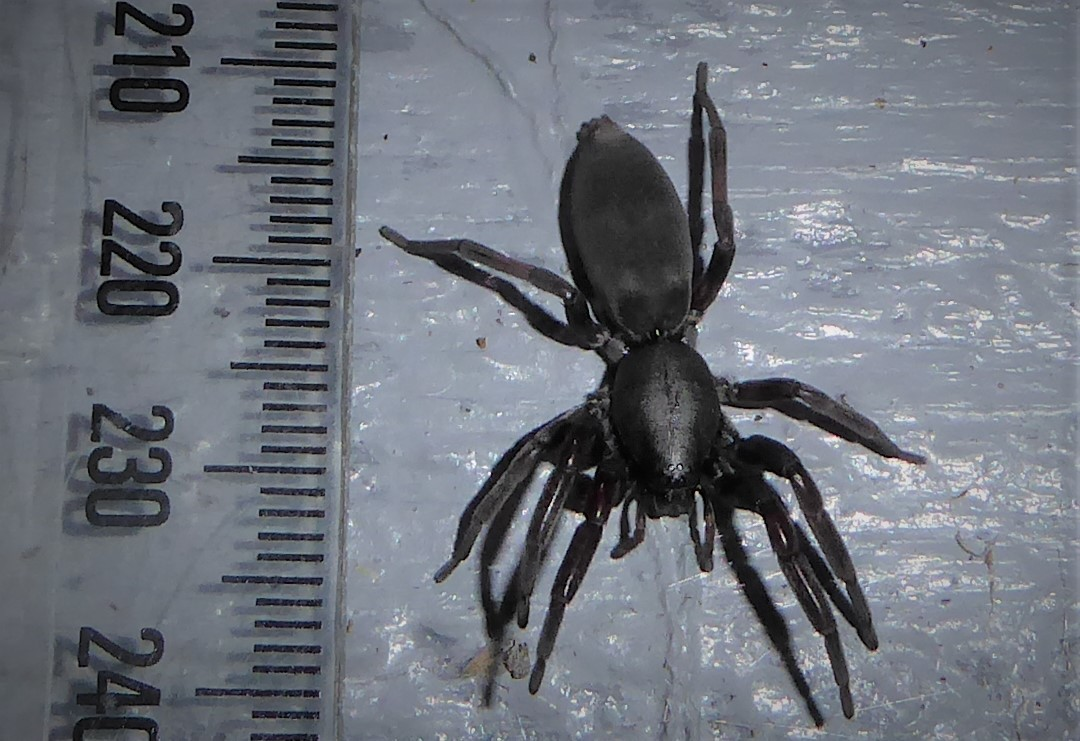
Weibchen im Größenvergleich

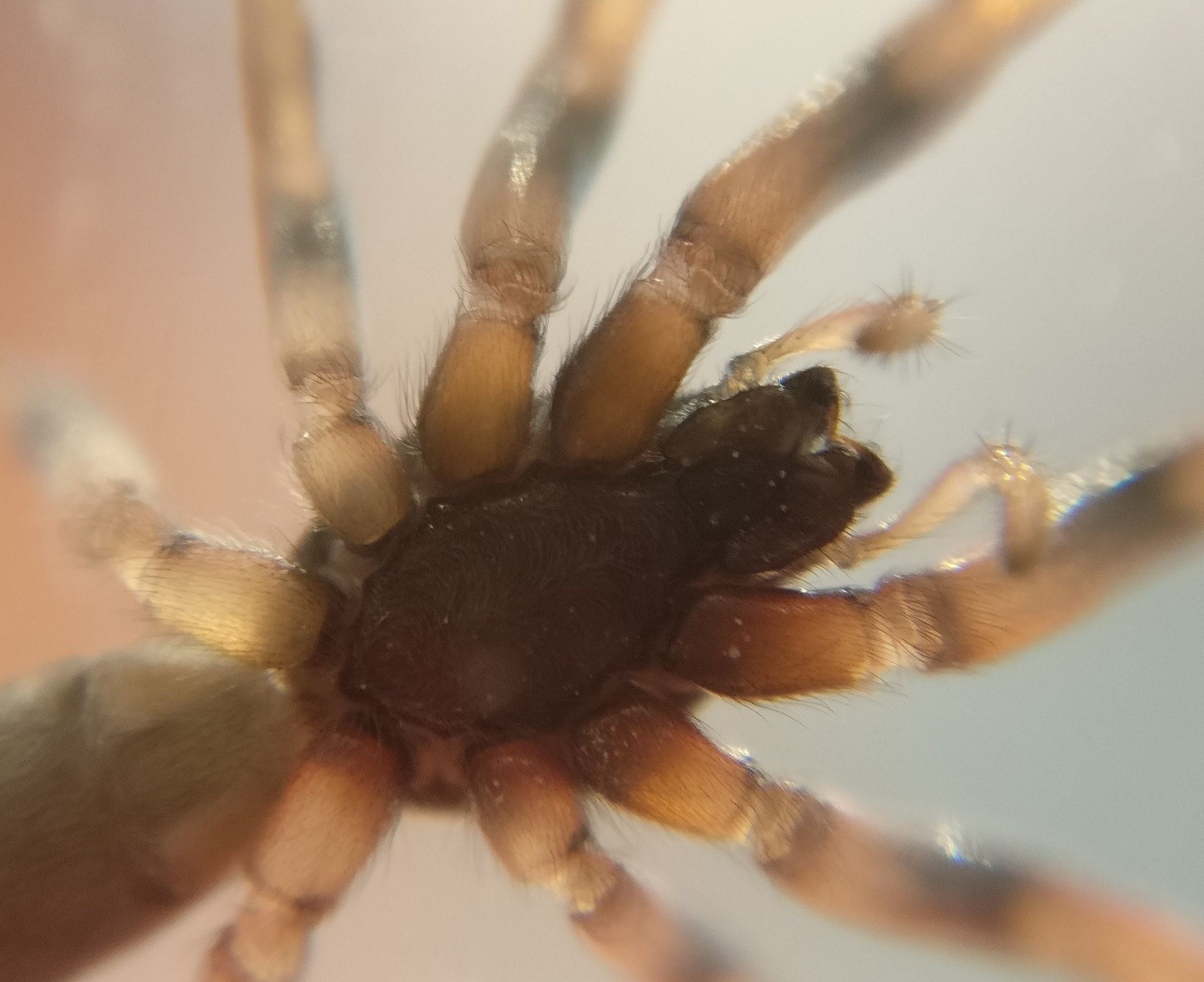
Ventrale Detailansicht eines Jungtieres mit erkennbarem Sternum, Coxae, Cheliceren und Pedipalpen

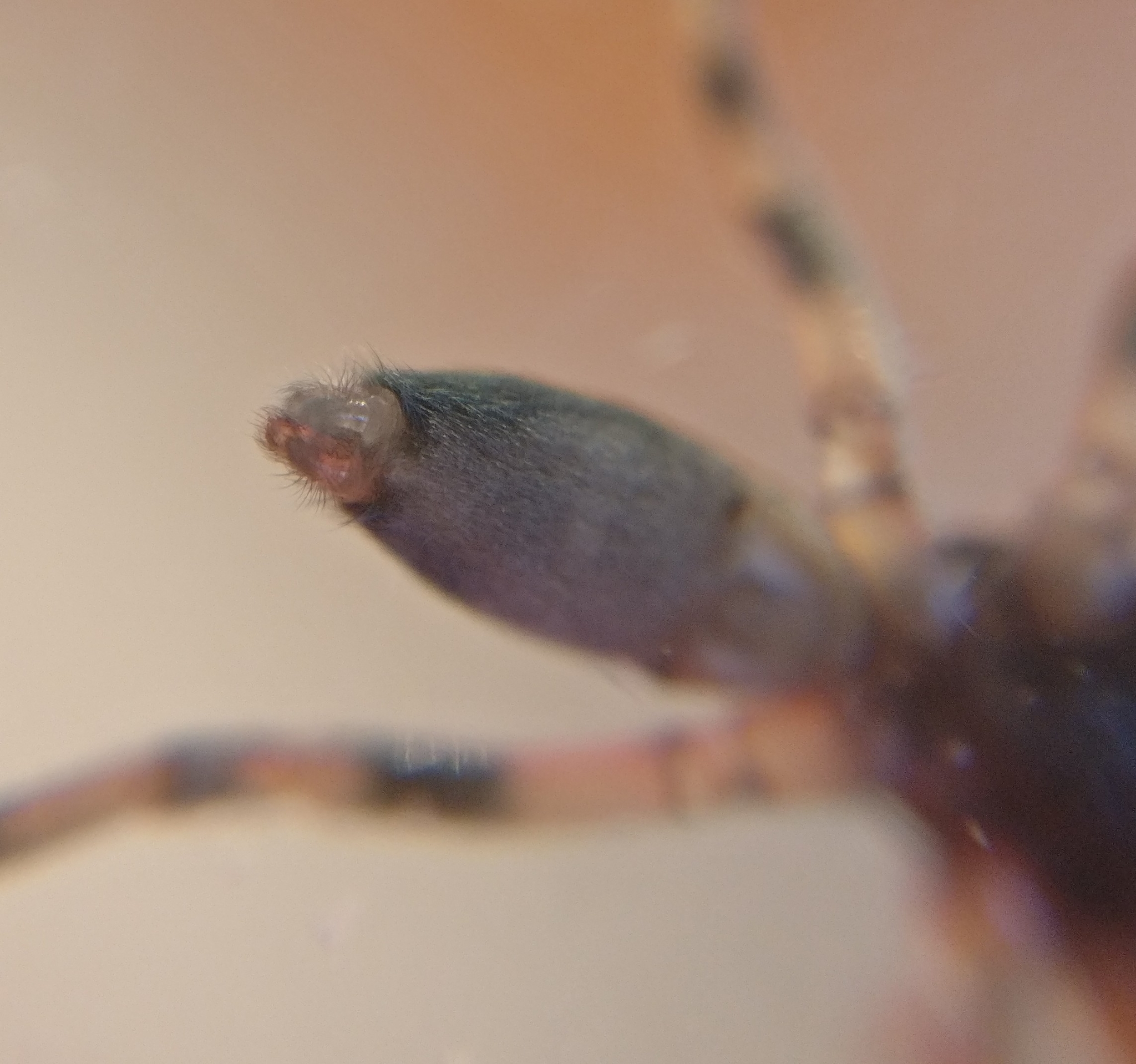
Spinnwarzen eines Jungtiers

Das Weibchen der Weißschwanzspinne erreicht laut Norman I. Platnick und Mohammad Umar Shadab (2000) eine maximale Körperlänge von 17, das Männchen eine von 12,3 Millimetern. Dem gegenüber vermaß etwa Raymond Robert Forster (1979) jedoch beim Weibchen der Art eine maximale Körperlänge von 13,4 und beim Männchen eine von 12,4 Millimetern. Mit diesen Maßen handelt es sich um einen mittelgroßen Vertreter der Echten Webspinnen (Araneomorphae). Der grundsätzliche Körperbau gleicht dem anderer Arten der Weißschwanzspinnen (Lampona) und auch die Färbung ist innerhalb der Gattung sehr ähnlich.
Bei der Weißschwanzspinne (Lampona cylindrata) sind jedoch die Coxae (Hüftglieder), Trochanter (Schenkelringe) und Femora (Schenkel) der Beine dunkelorange, andere Segmente orange gefärbt und besitzen undeutliche dunkle Bänder. Das Opisthosoma (Hinterleib) hat eine dunkelgraue Grundfarbe und ist dorsal (rückenseitig) mit zwei Paaren anteriorer (vorderer) transvers (quer) verlaufender weißer Flecken sowie einem fünften Fleck medial (mittig) am posterioren (hinteren) Endpunkt versehen. Dieser deutlich wahrnehmbare Fleck am oberen Körperende hat zu der deutschsprachigen Bezeichnung Weißschwanzspinne geführt. Ventral (bauchseitig) weist das Opisthosoma einen großen anteromedianen (vorne mittigen) blassen Fleck auf, der zwei paramediane (vorgelegt zentrale) Längsreihen aus kleinen Skleriten (Hartteilen) umgibt.

Ansichten von Weibchen
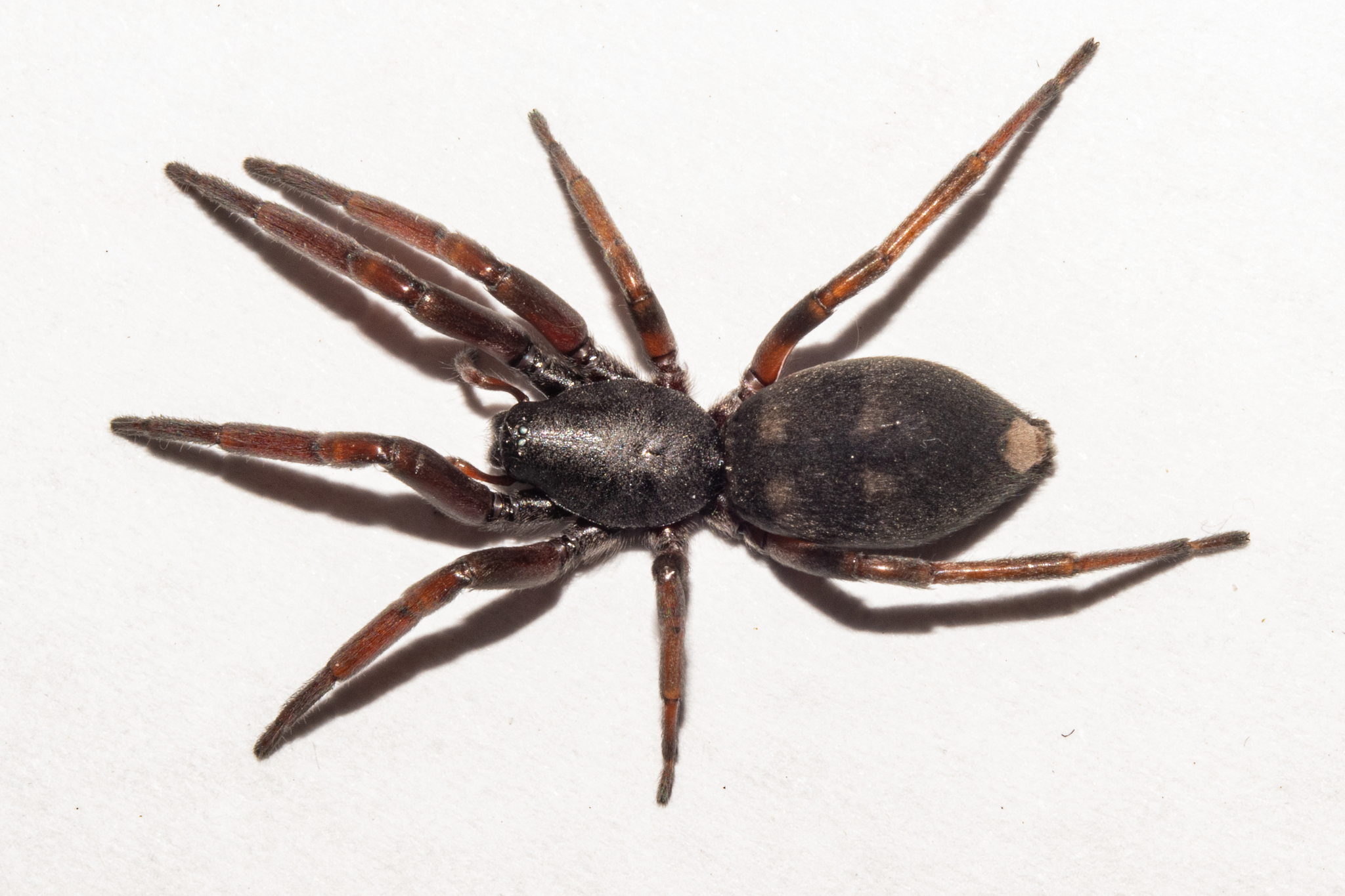
Dorsalansicht
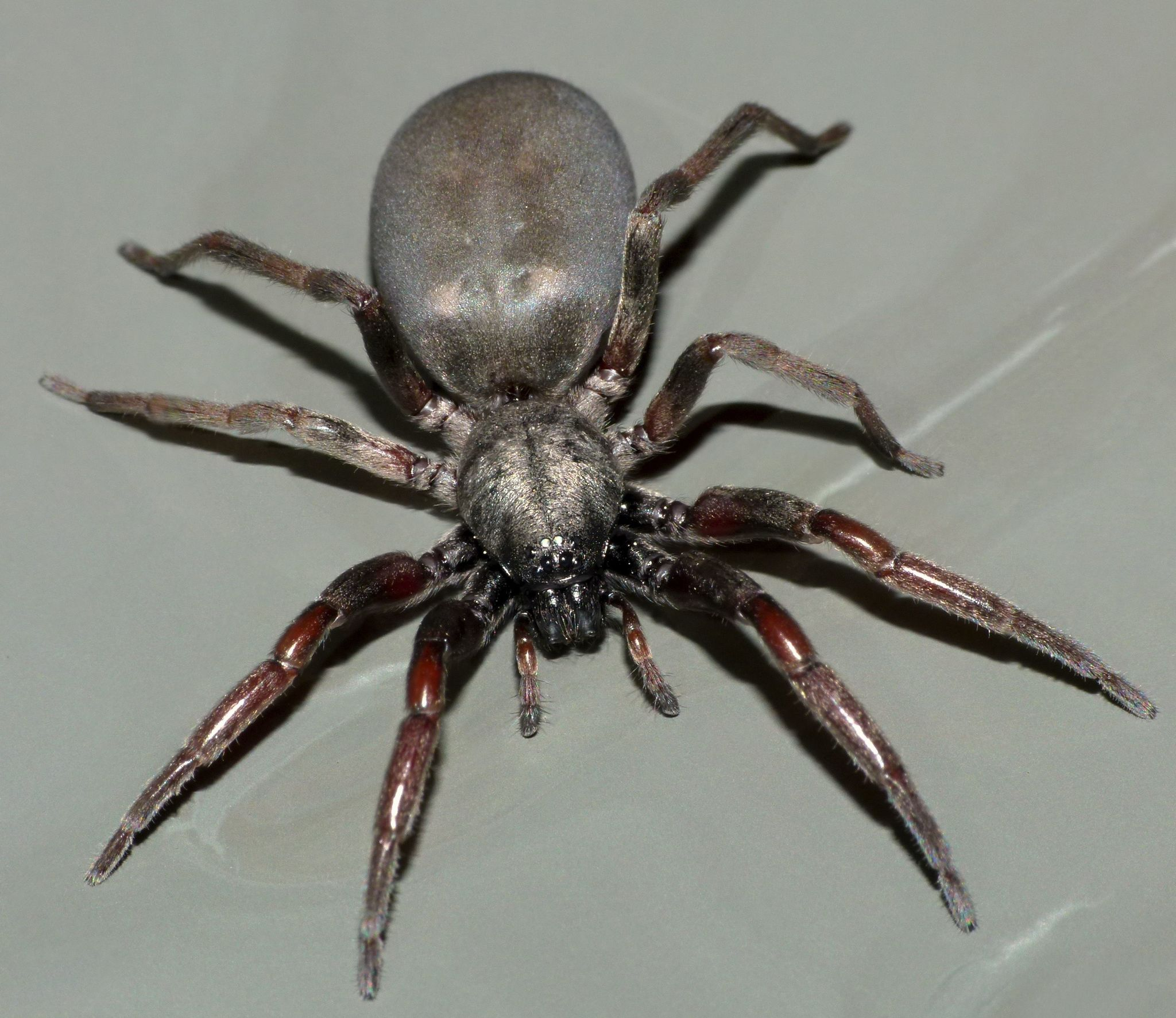
Frontalansicht
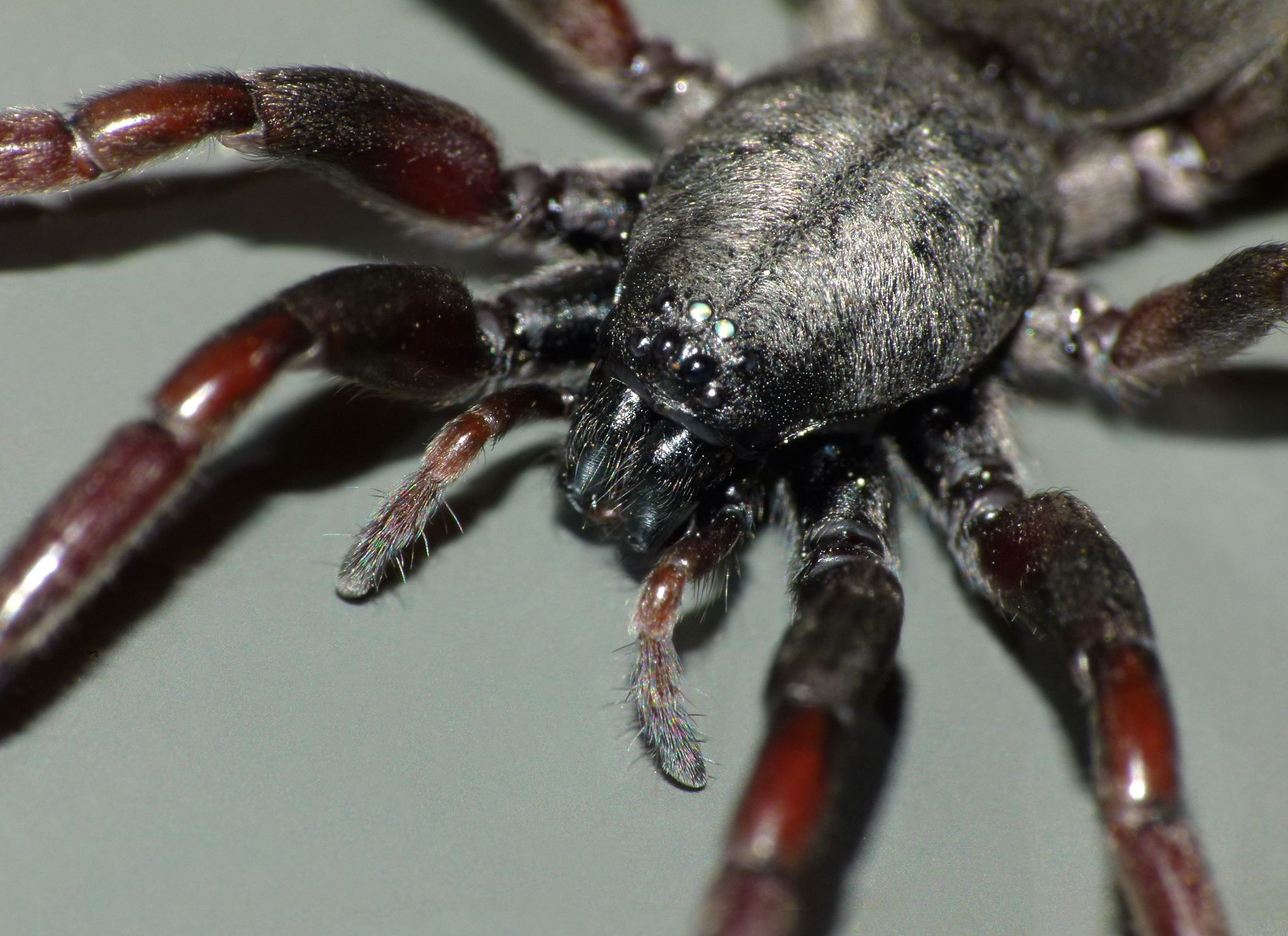
Frontale Detailansicht
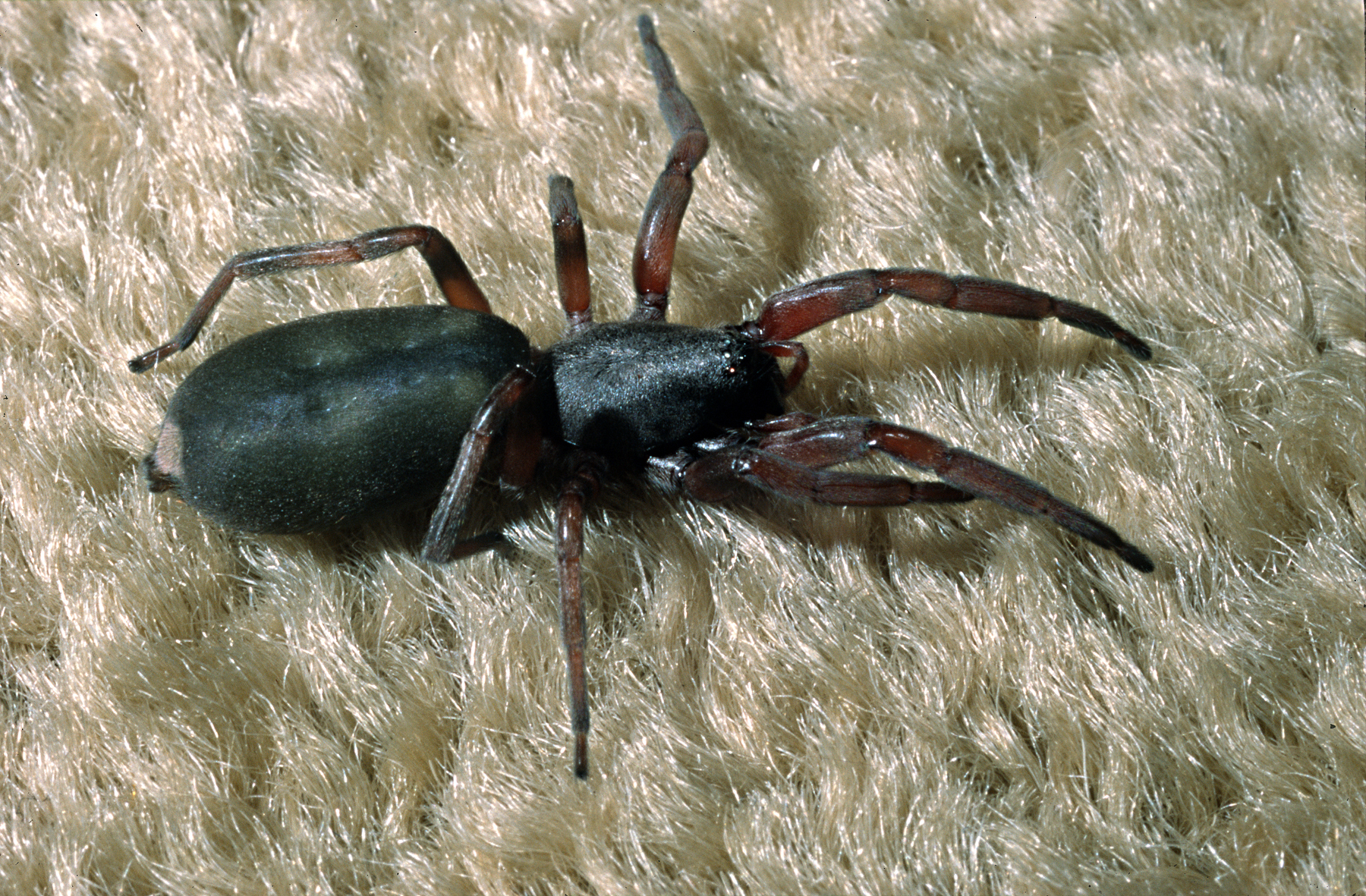
Lateralansicht
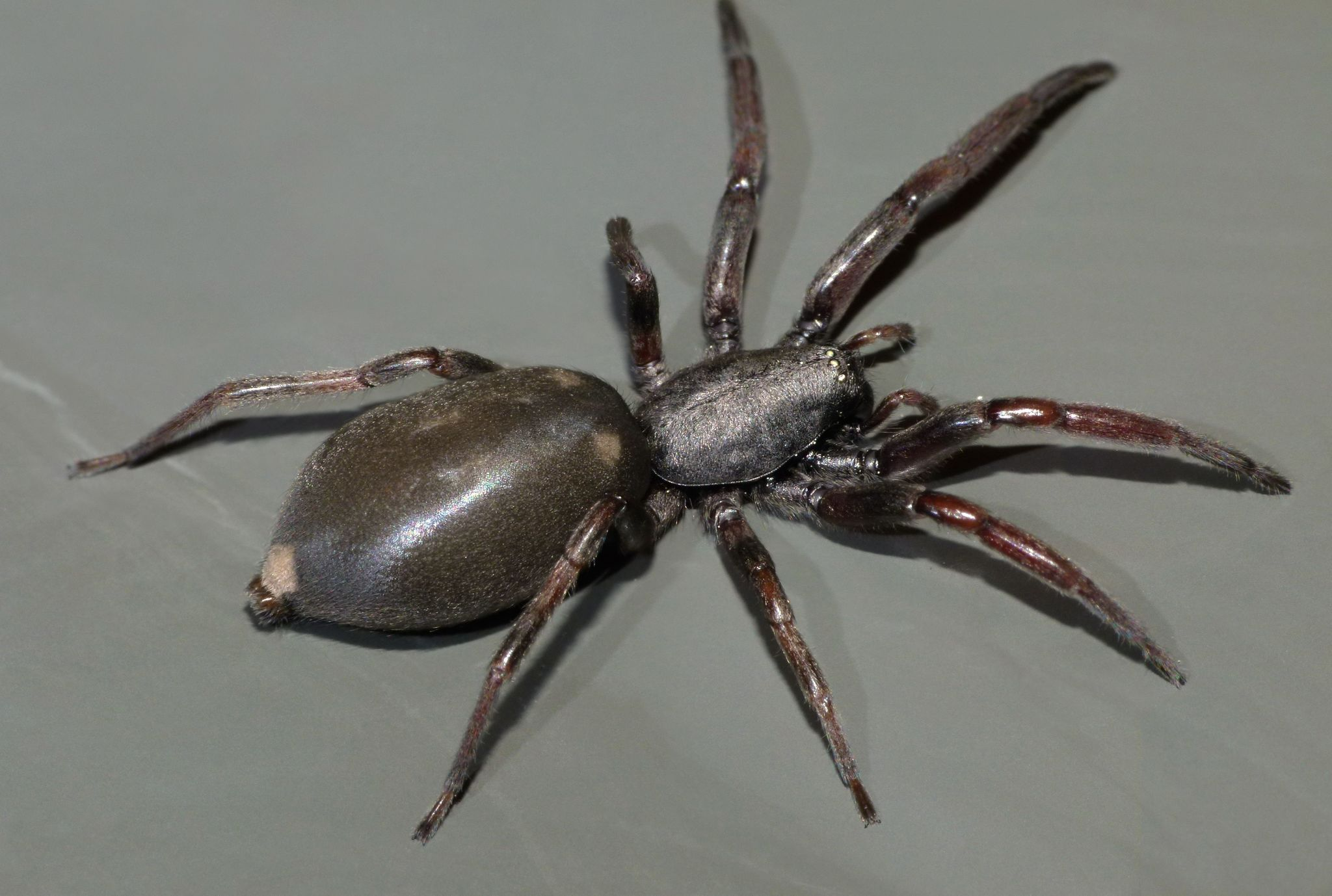
Rückansicht

### Sexualdimorphismus

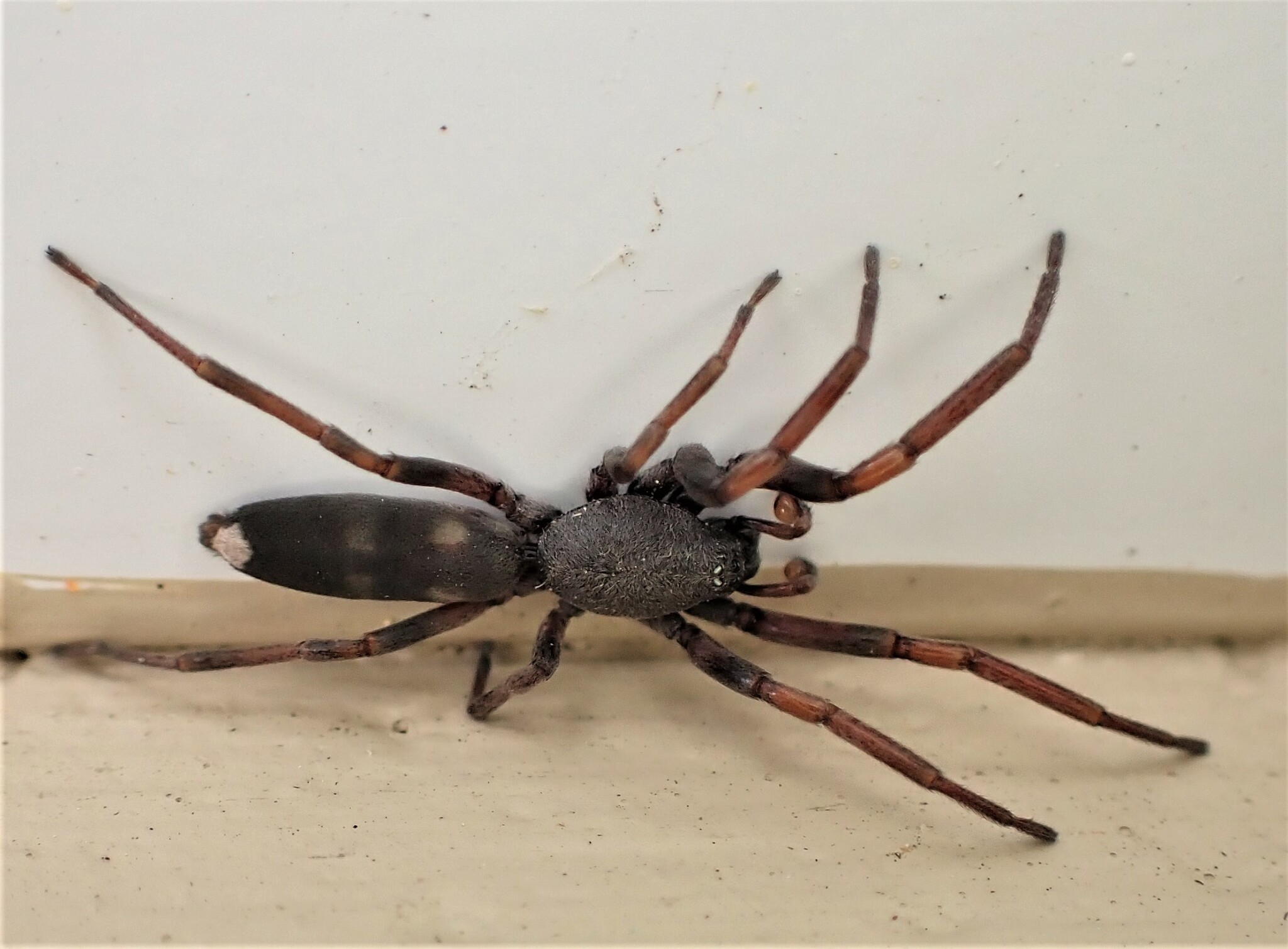
Männchen

Wie viele Spinnen weist auch die Weißschwanzspinne einen ausgeprägten Sexualdimorphismus (Unterschied der Geschlechter) auf. Hier betrifft er jedoch nur die Dimensionen, die Färbung ist gleich.

Ansichten von Männchen
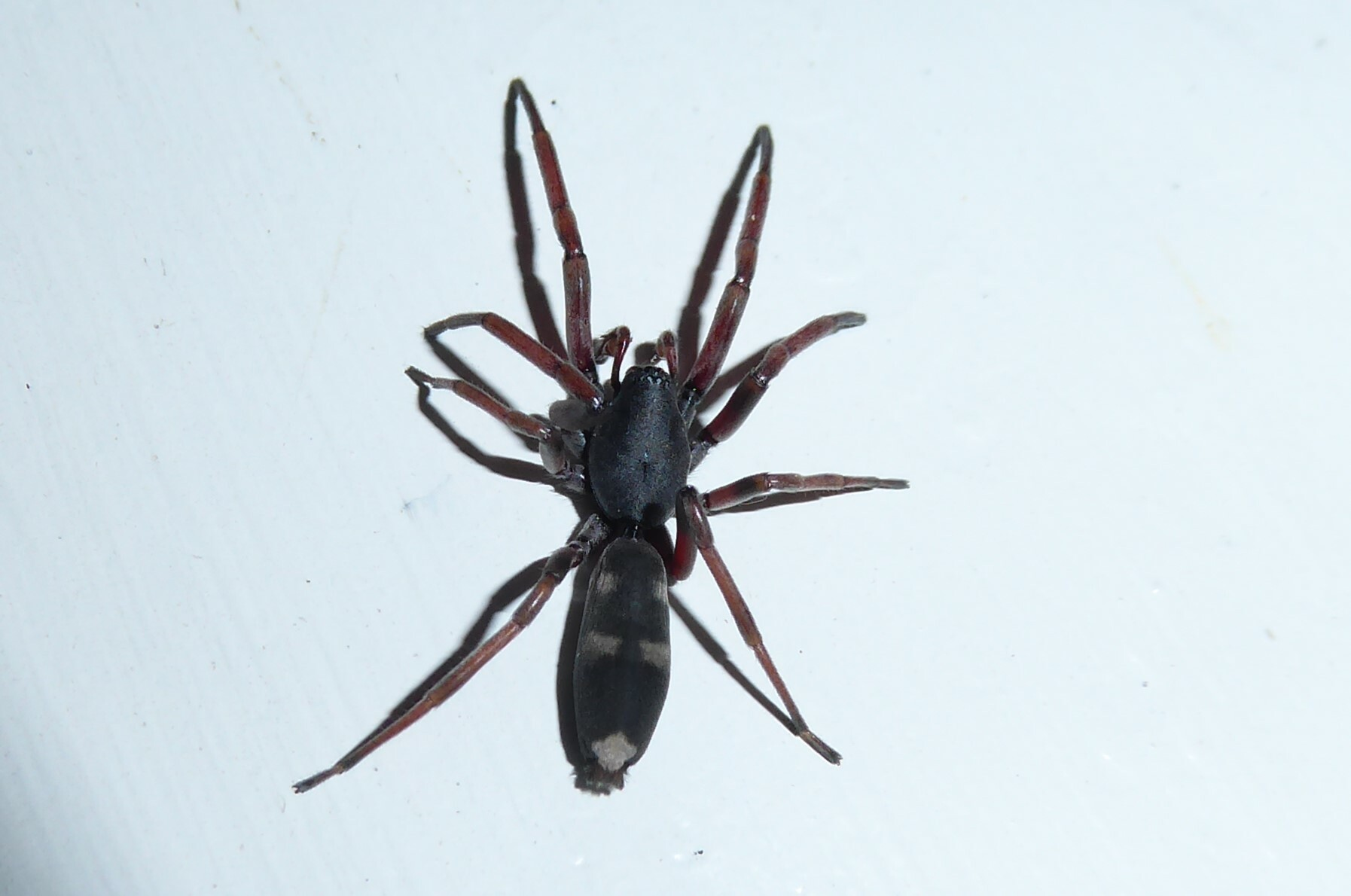
Dorsalansicht
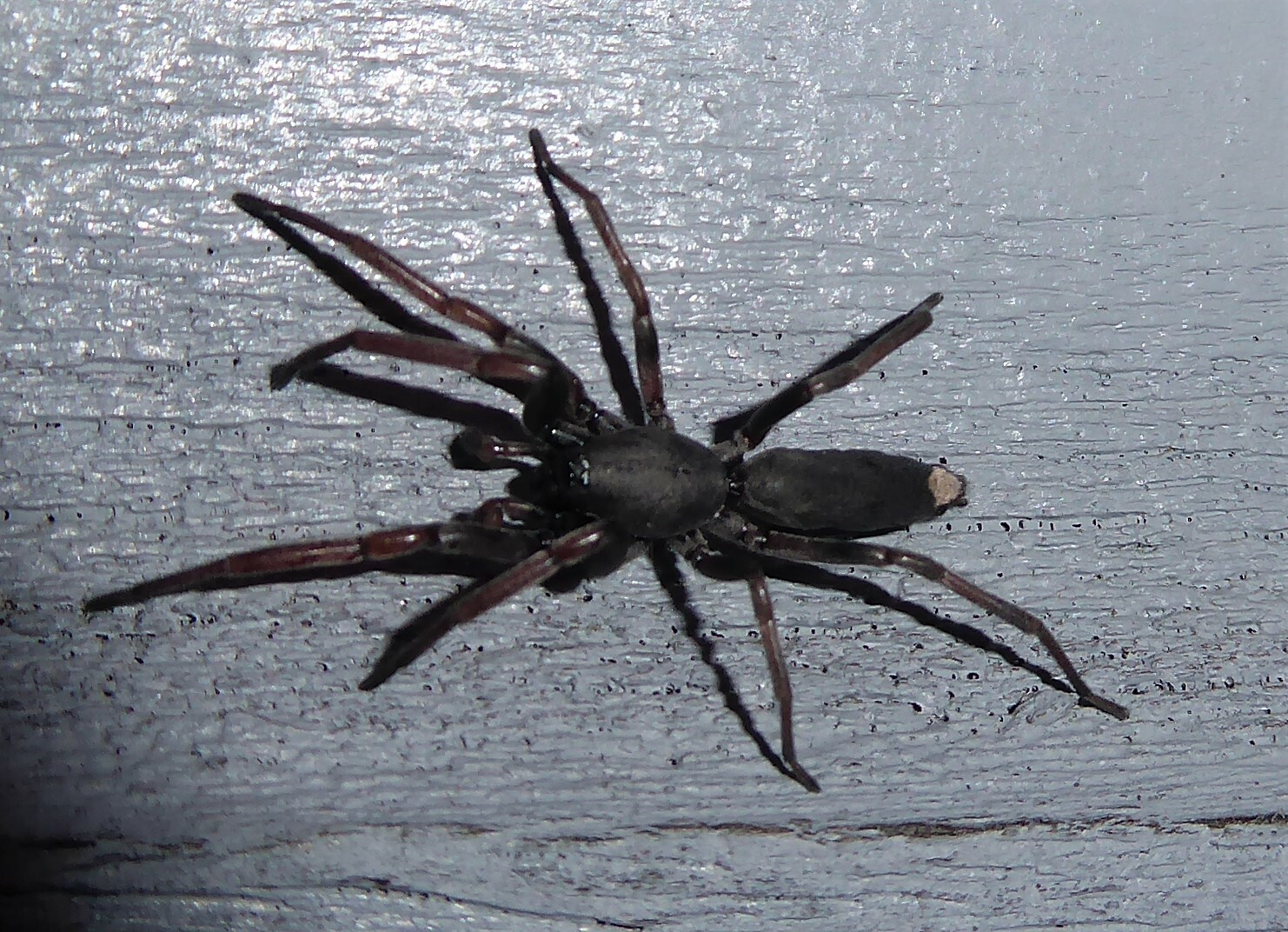
Frontalansicht
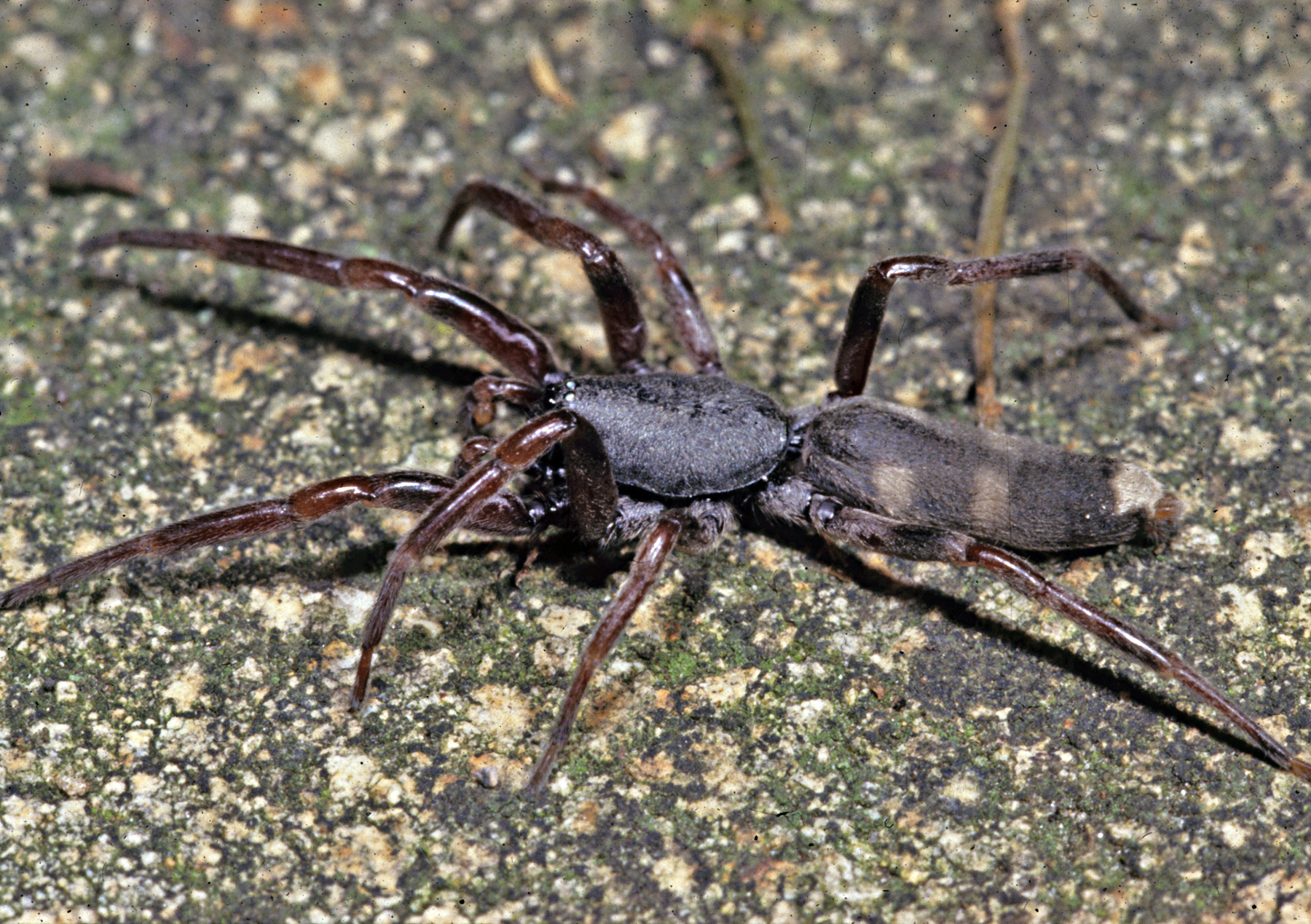
Lateralansicht
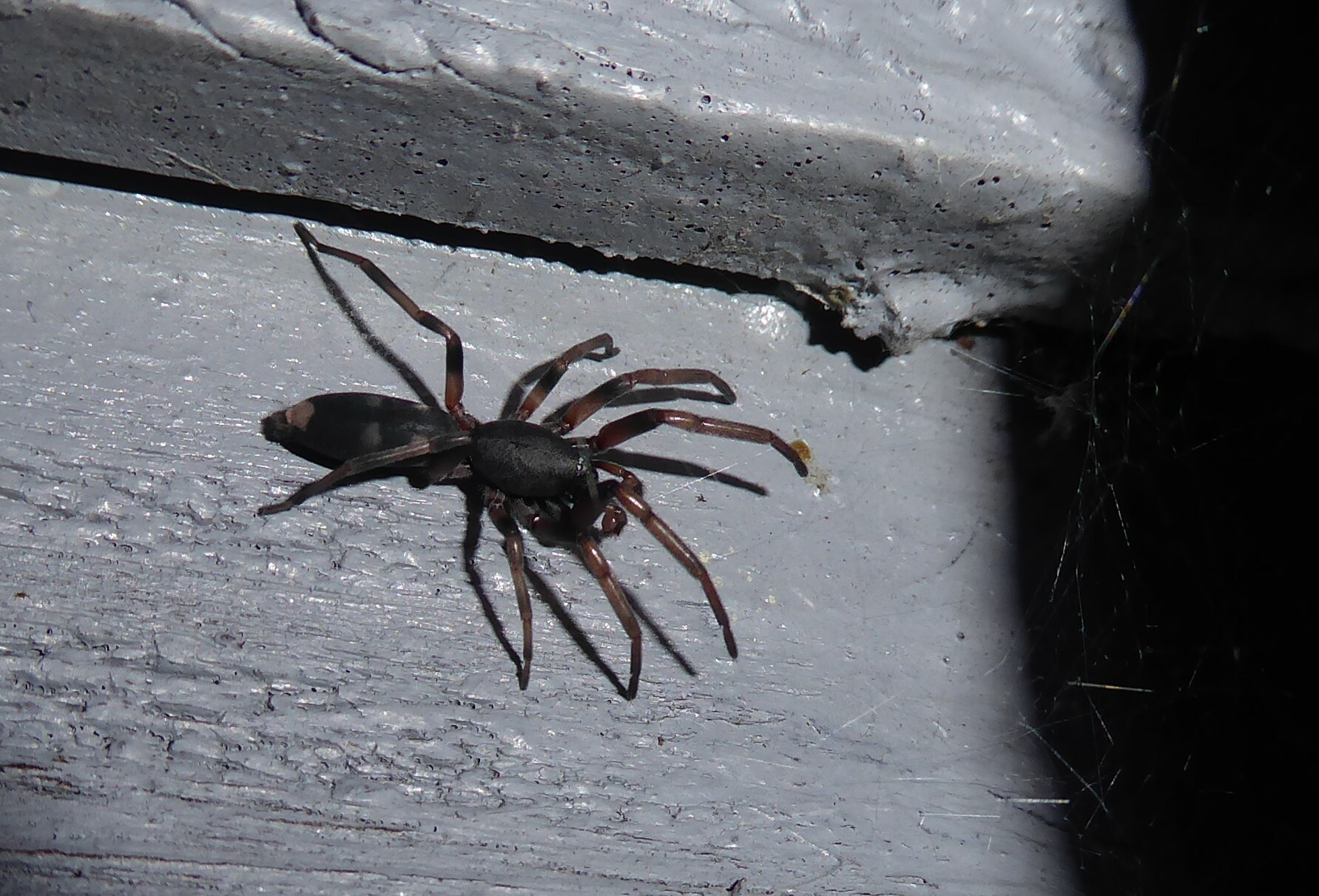
Rückansicht
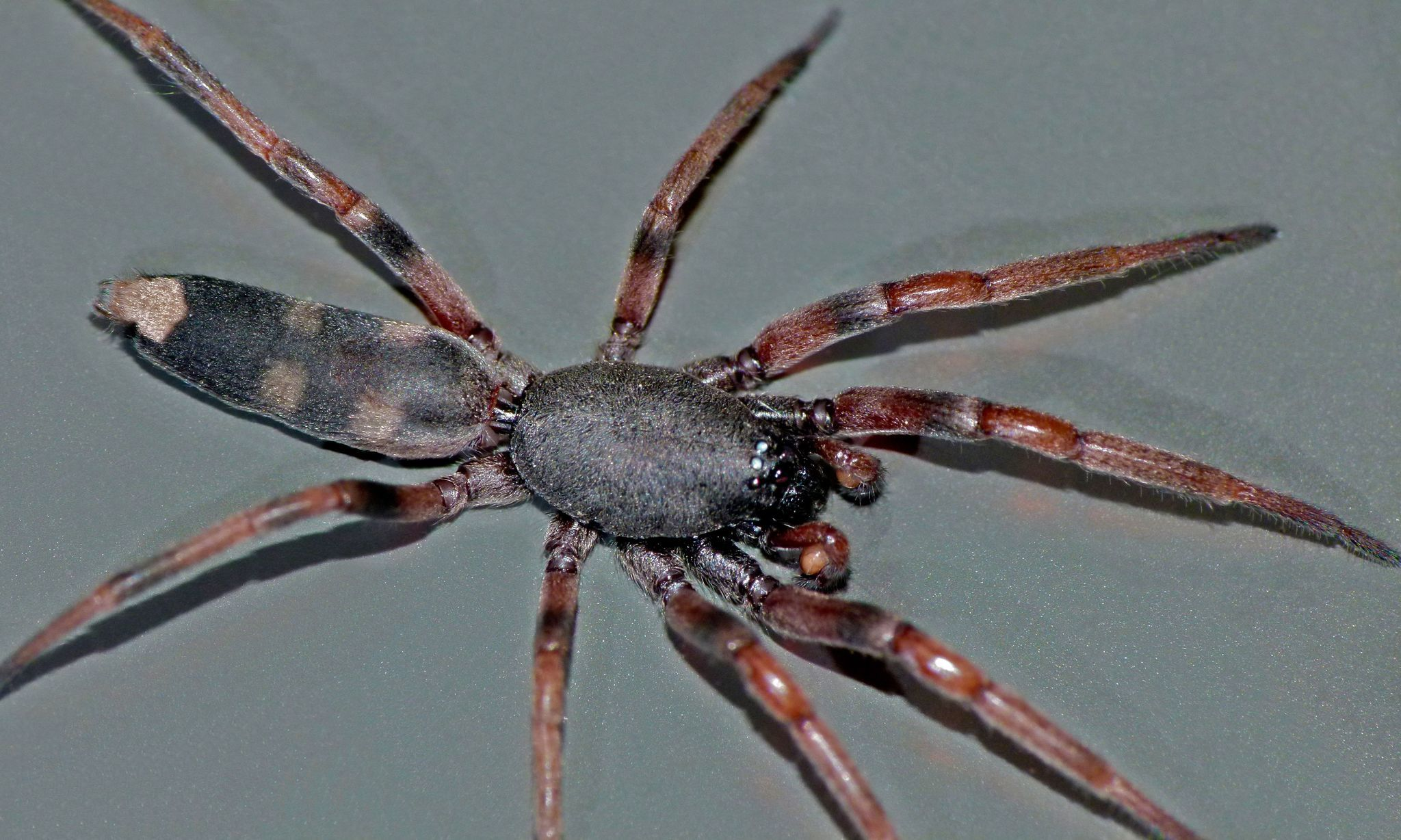
Detailansicht

|                         | Männchen | Weibchen |
| ----------------------- | -------- | -------- |
| Maße des Prosomas       |          |          |
| Länge des Carapax       | 5        | 5,8      |
| Breite des Carapax      | 3,4      | 3,9      |
| Maße des Opisthosomas   |          |          |
| Länge des Opisthosomas  | 7,4      | 7,6      |
| Breite des Opisthosomas | 3,3      | 3,6      |

| Beinpaar                                              | Femur | Patella (Glied zwischen Femur und Tibia) | Tibia (Schiene) | Metatarsus (Fersenglied) | Tarsus (Fußglied) | Gesamtlänge |
| ----------------------------------------------------- | ----- | ---------------------------------------- | --------------- | ------------------------ | ----------------- | ----------- |
| Pedipalpen (umgewandelte Extremitäten im Kopfbereich) | 1,3   | 0,6                                      | 0,8             | -                        | 1                 | 3,7         |
| 1                                                     | 3,9   | 2,1                                      | 2,8             | 2,2                      | 1,5               | 12,6        |
| 2                                                     | 3,7   | 2,1                                      | 2,7             | 2,2                      | 1,5               | 12,2        |
| 3                                                     | 3     | 1,5                                      | 2,4             | 2                        | 1,2               | 10,1        |
| 4                                                     | 4     | 2                                        | 3,5             | 3,6                      | 1,4               | 14,5        |

| Beinpaar   | Femur | Patella | Tibia | Metatarsus | Tarsus                          | Gesamtlänge |
| ---------- | ----- | ------- | ----- | ---------- | ------------------------------- | ----------- |
| Pedipalpen | 1,2   | 0,6     | 0,4   | -          | 1,1 (in diesem Falle die Bulbi) | 3,3         |
| 1          | 2,8   | 1,9     | 3     | 2,2        | 1,2                             | 10,9        |
| 2          | 2,9   | 1,7     | 2,5   | 2,2        | 1,2                             | 10,5        |
| 3          | 2,4   | 1,4     | 2     | 1,8        | 1,1                             | 8,7         |
| 4          | 3,3   | 1,7     | 3     | 3,1        | 1,3                             | 12,4        |

### Genitalmorphologische Merkmale

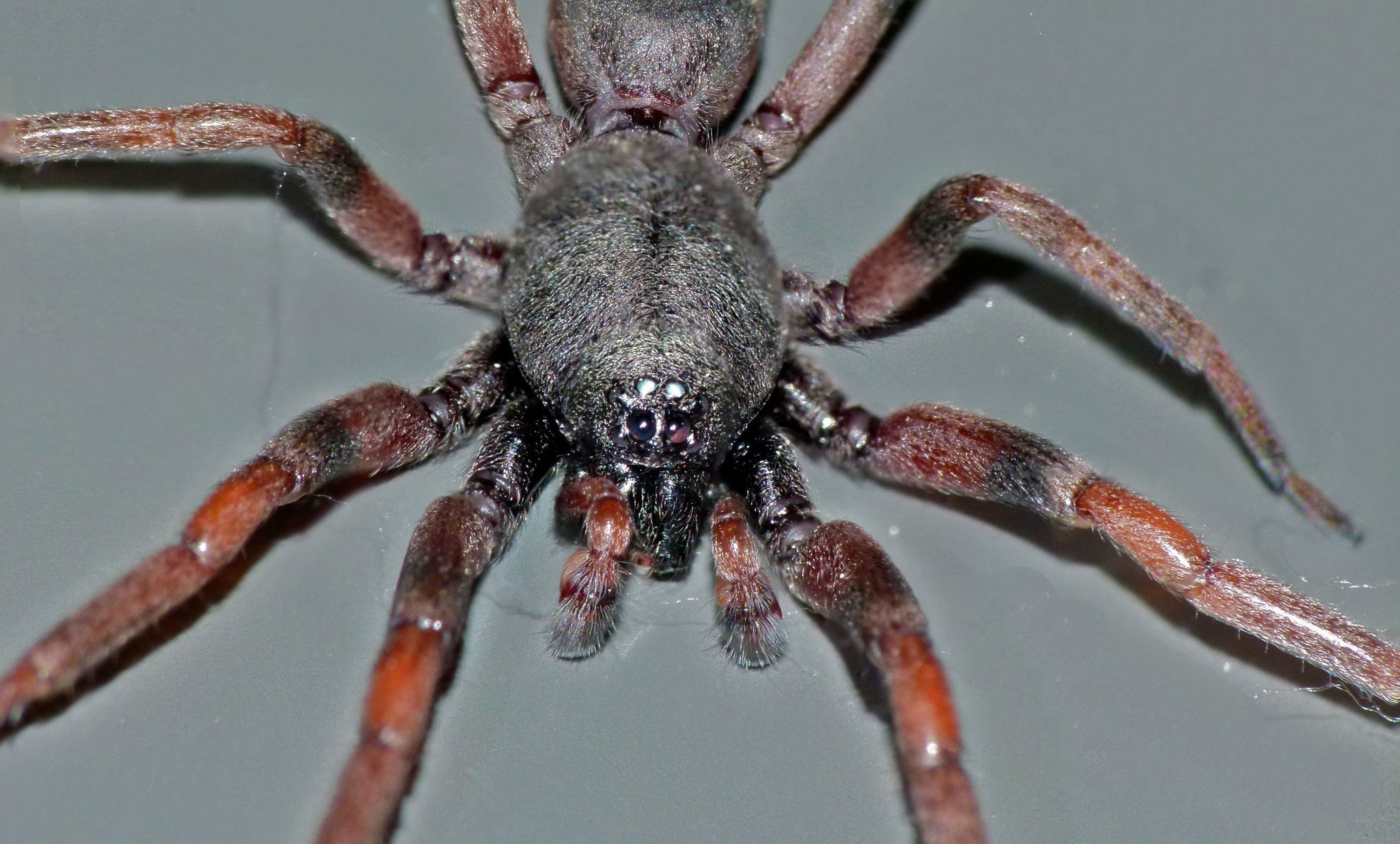
Frontale Detailansicht eines Männchens mit erkennbaren Bulbi

Die Femora der Pedipalpen sind beim Männchen der Weißschwanzspinne relativ lang und dünn. An den Tibien befindet sich je eine retrolaterale (hinten seitliche) Apophyse (Fortsatz) von ähnlich langer und schmaler Gestalt. Die Apophysen sind so lang wie die Tibien selbst und an der Spitze ventral eingeschnitten. Das Tegulum (zweites und mittleres Sklerit bzw. Hartteil) eines einzelnen Bulbus (männliche Geschlechtsorgan) ist kugelförmig und erstreckt sich proximal (zur Spitze gelegen) fast bis zur Basis der Tibia. Der Embolus (drittes und letztes Sklerit des Bulbus) erscheint dorsoventral (oben seitlich) abgeflacht und der Konduktor (den Embolus führender und stützender Fortsatz) bipartit (zweiteilig). Dessen medialer Teil ist als kurzer Grat ausgebildet, von dem die Kante des lateralen (seitlichen) Teils die Basis des Embolus ventral betrachtet bedeckt. Der laterale Teil des Konduktors erstreckt sich bis zur Spitze des Embolus.

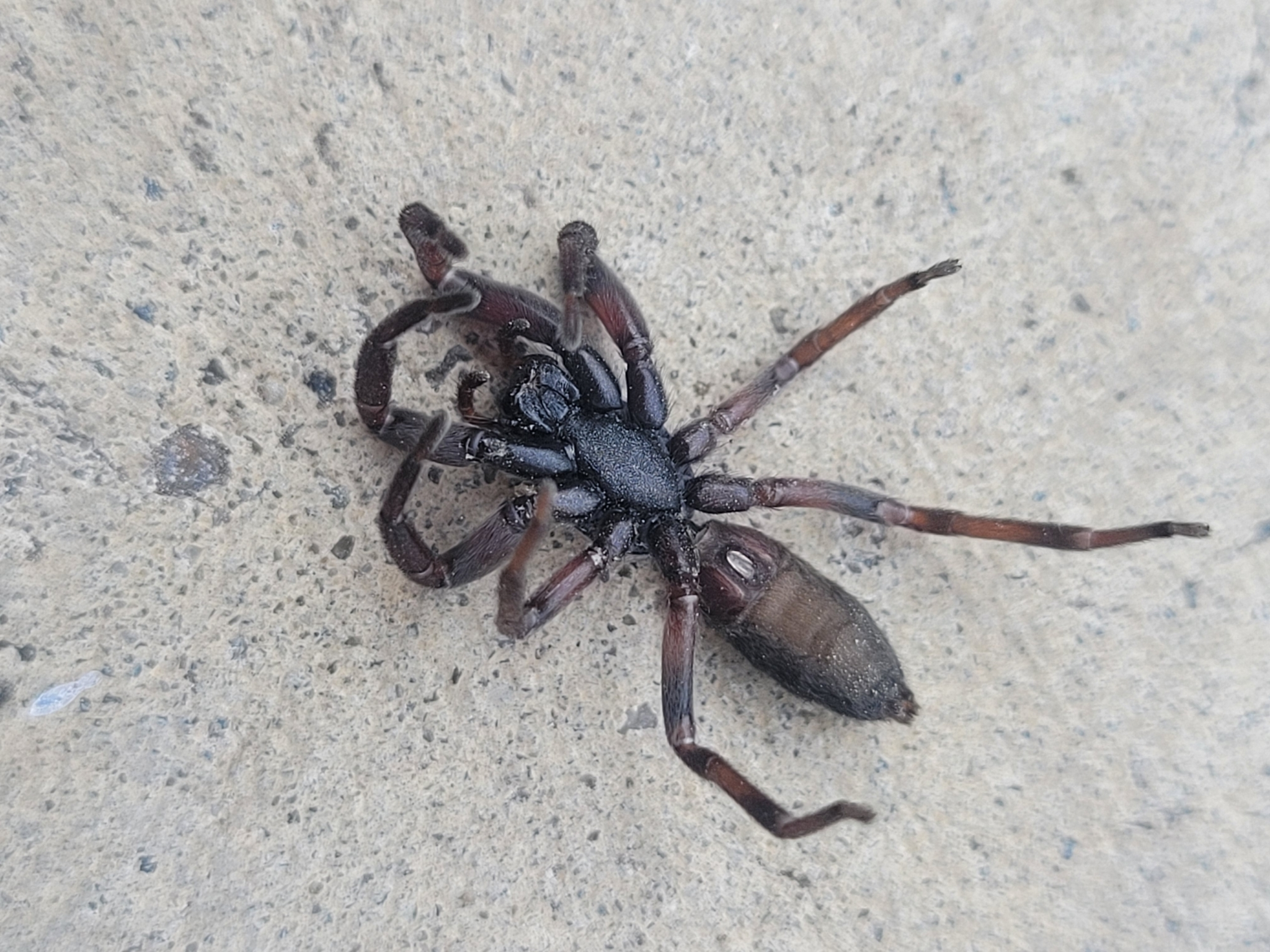
Ventralansicht eines Weibchens mit erkennbarer Epigyne

Die Epigyne (weibliches Geschlechtsorgan) der Weißschwanzspinne ist durch eine weiche Cuticula (Außenhaut des Exoskeletts bzw. Außenpanzers) von den Deckeln der Buchlungen separiert. Sie besteht aus einer länglichen, ausgehöhlten ovalen Fossa (Grube), die für gewöhnlich mit einem klebrigen Sekret gefüllt ist. Der anteriore Rand der Epigyne hat ein gewölbtes und erhöhtes Erscheinungsbild. Die Kopulationsöffnungen befinden sich an den posterioren Eckpunkten der lateralen Ränder. Sie sind durch ein Paar oder seltener durch drei leicht bis deutlich erhabene längliche Rippengebilde voneinander getrennt. Die Spermatheken (Samentaschen) haben eine schmale und röhrenförmige Erscheinung. Sie sind meist mit drei vorgewölbten Bereichen ausgestattet, deren Beschaffenheiten sehr variabel und sogar asymmetrisch sein können.

### Differenzierung vonLampona murina
| Weibchen | Männchen |
|          |          |

Von den Arten aus der Gattung der Weißschwanzspinnen (Lampona), die sich allesamt ähneln, teilt die Weißschwanzspinne die meisten Gemeinsamkeiten mit L. murina, zumal beide Arten teilweise sympatrisch (gemeinsam) vorkommen. Die Weißschwanzspinne lässt sich von der anderen Art nur anhand der genitalmorphologischen Merkmale sicher unterscheiden. Beim Männchen von L. murina sind die Femora der Pedipalpen relativ kurz und retrolaterale Tibialapophyse ebenfalls relativ kurz sowie gerade verlaufend. Beim Weibchen der Art ist die Vertiefung der Epigyne vergleichsweise schmal und die anterioren Lappen der Spermatheken dorsal durch eine deutliche Leiste abgegrenzt.

## Verbreitung und Lebensräume

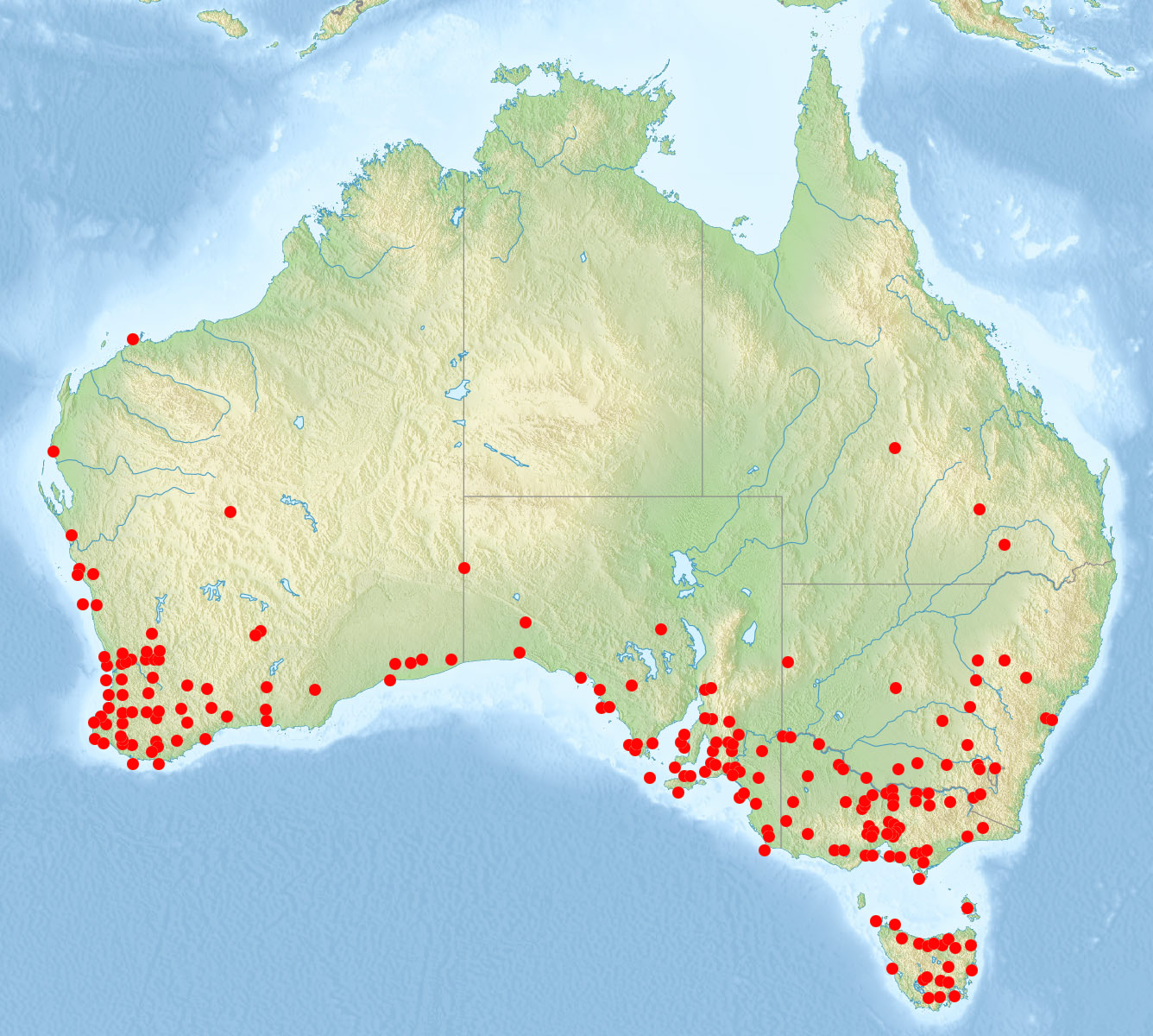
Nachweiskarte der Weißschwanzspinne nach Norman I. Platnick (2000)

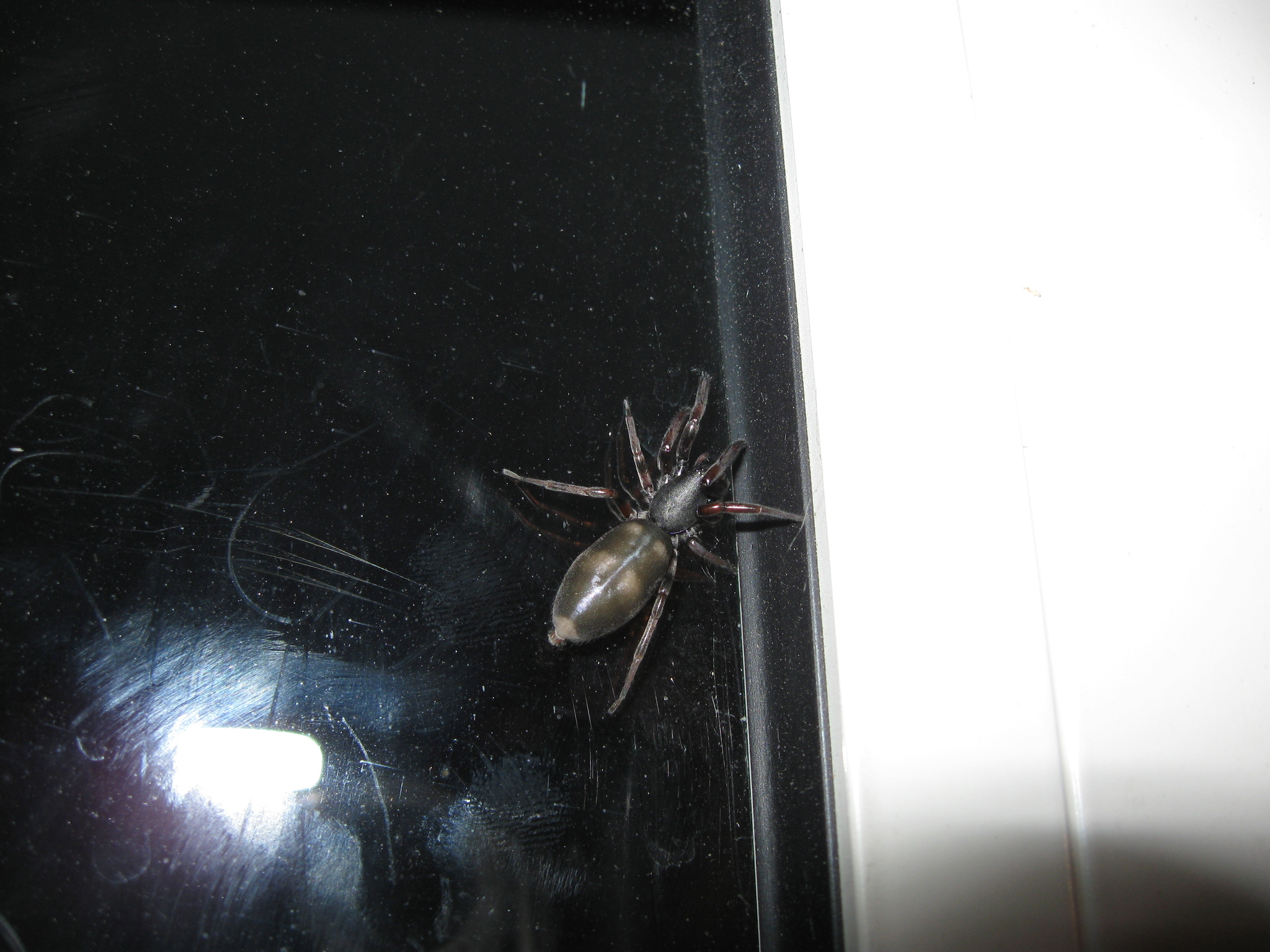
Weibchen in einem Gebäude, einem geläufigen Fundort der Weißschwanzspinne

Das Verbreitungsgebiet der Weißschwanzspinne erstreckt sich über den Süden Australiens, wobei sie jedoch im Südosten seltener vorkommt. Dort kommt die Art in den australischen Bundesstaaten New South Wales, Victoria, South Australia, Tasmanien, Western Australia und im Südosten von Queensland vor. Darüber hinaus wurde die Spinne allem Anschein nach auf der Südinsel von Neuseeland eingeschleppt. Hier wurde die Art bislang jedoch nur vereinzelt nachgewiesen. Auch hinsichtlich ihres Verbreitungsgebiets unterscheidet sich die Weißschwanzspine von der gattungsverwandten Art L. murina, deren kleineres Verbreitungsgebiet lediglich im Osten Australiens vom Nordosten von Queensland bis Victoria reicht und neben diesen beiden Bundesstaaten noch New South Wales umfasst.
Als Habitat (Lebensraum) der Weißschwanzspinne dienen Heiden, Wiesen und trockene Hartlaubwälder. Daneben kommt die synanthrope (an menschliche Siedlungsbereiche angepasste) Art auch in Gärten und Gebäuden vor. Die Spinne ist in Höhen von bis zu 1.240 Metern über dem Meeresspiegel anzutreffen.

## Lebensweise

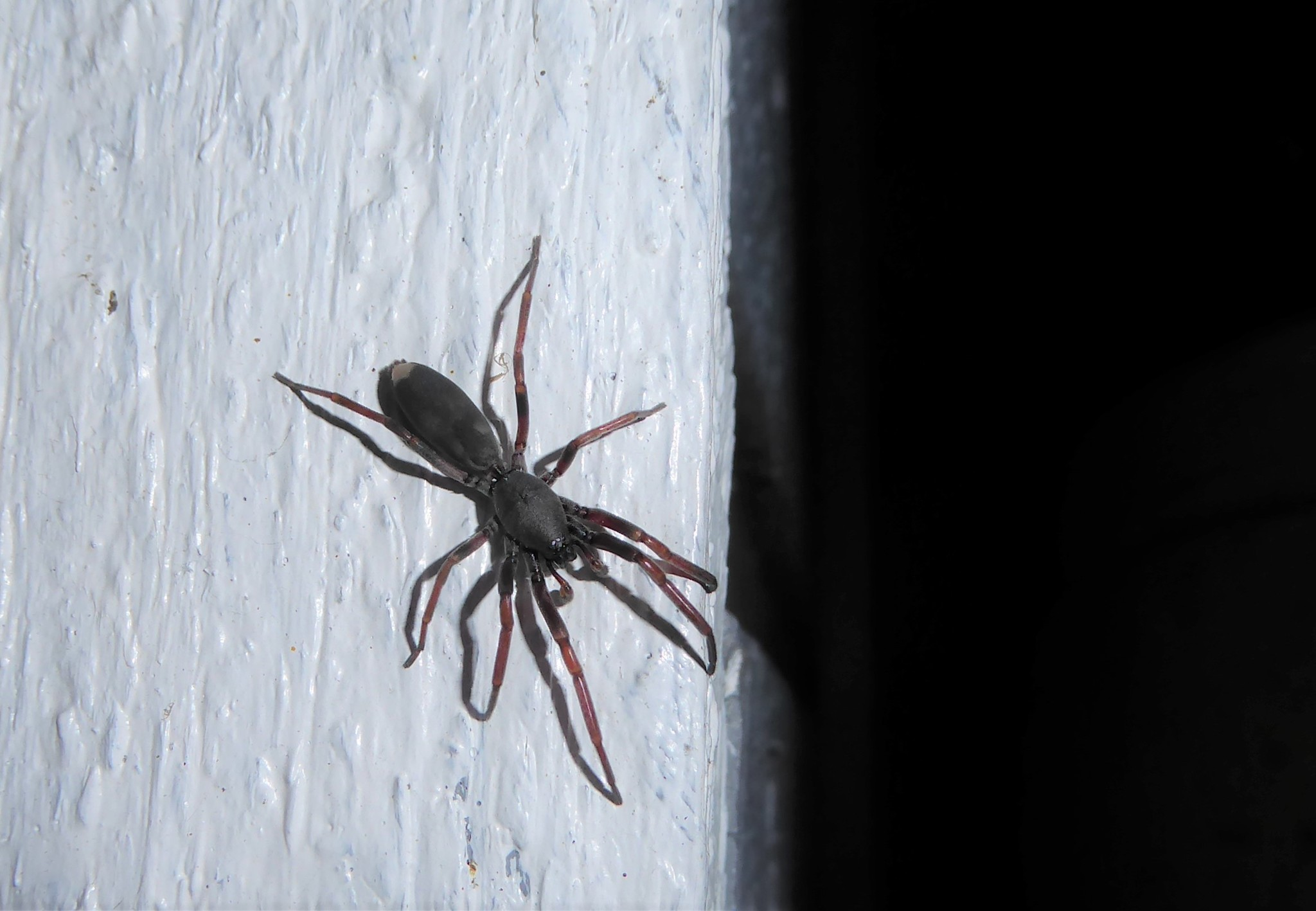
In der Nacht aktives Männchen

Die Weißschwanzspinne pflegt wie alle Arten der Lamponidae eine vagabunde Lebensweise und teilt überdies mit den anderen Arten der Familie ihre Nachtaktivität. Für die Inaktivität werden temporäre und röhrenförmige Wohngespinste angelegt, die dann als Rückzugsort dienen. Die überwiegend terrestrische (bodenbewohnende) Art hält sich bevorzugt unter Steinen und am Boden liegendem Gehölz sowie Geröll auf, erklimmt jedoch bei der Nahrungssuche gelegentlich auch Wände, Zäune und Baumstämme. Die Weißschwanzspinne ist dank ihrer Scopulae (Bedeckungen aus Haftsetae) in der Lage, problemlos glatte oder schräge Oberflächen zu erklimmen.

### Jagdverhalten und Beutespektrum

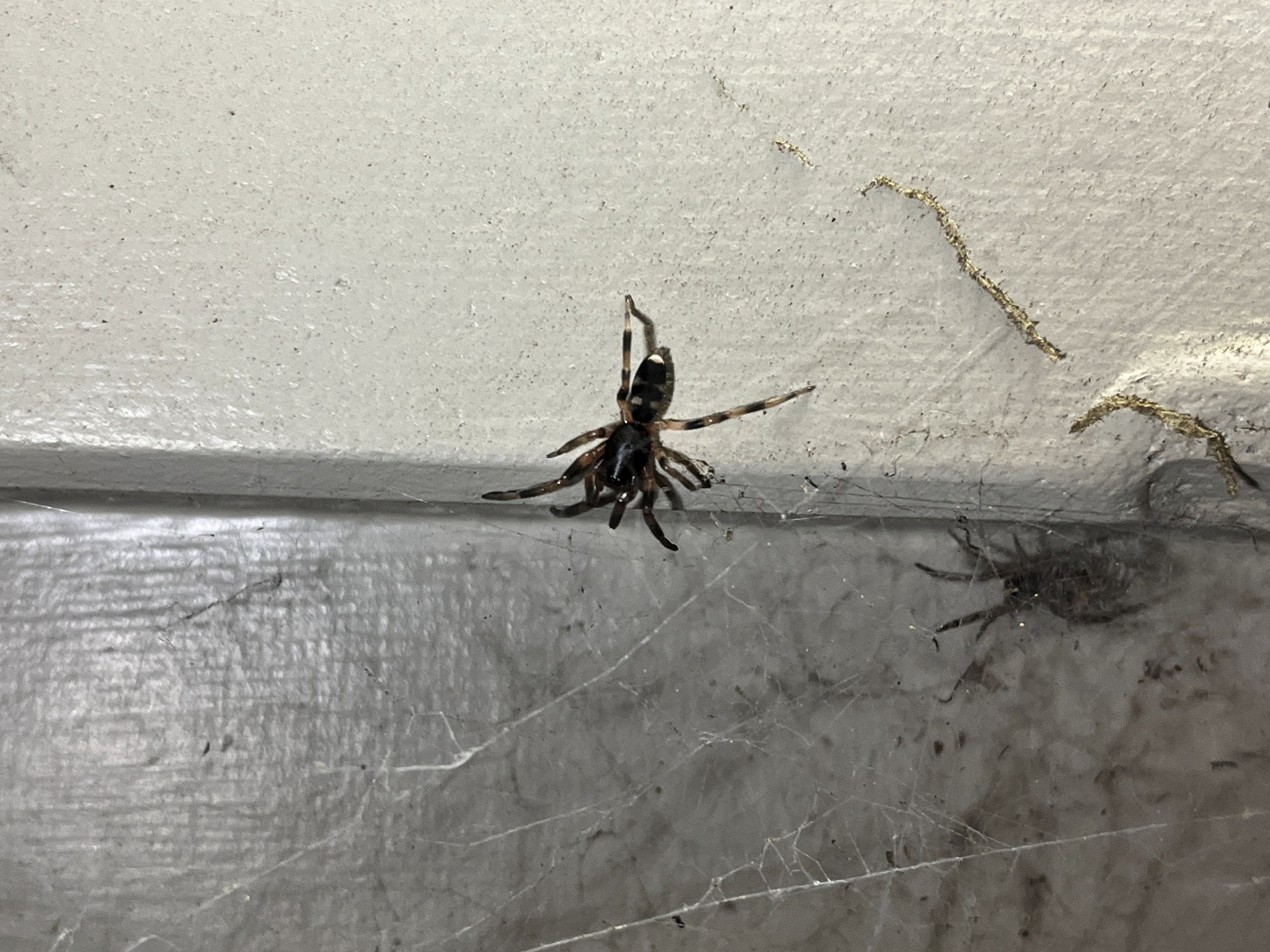
Ein Weibchen dringt in das Netz einer Hauskräuselspinne (Badumna sp.) ein

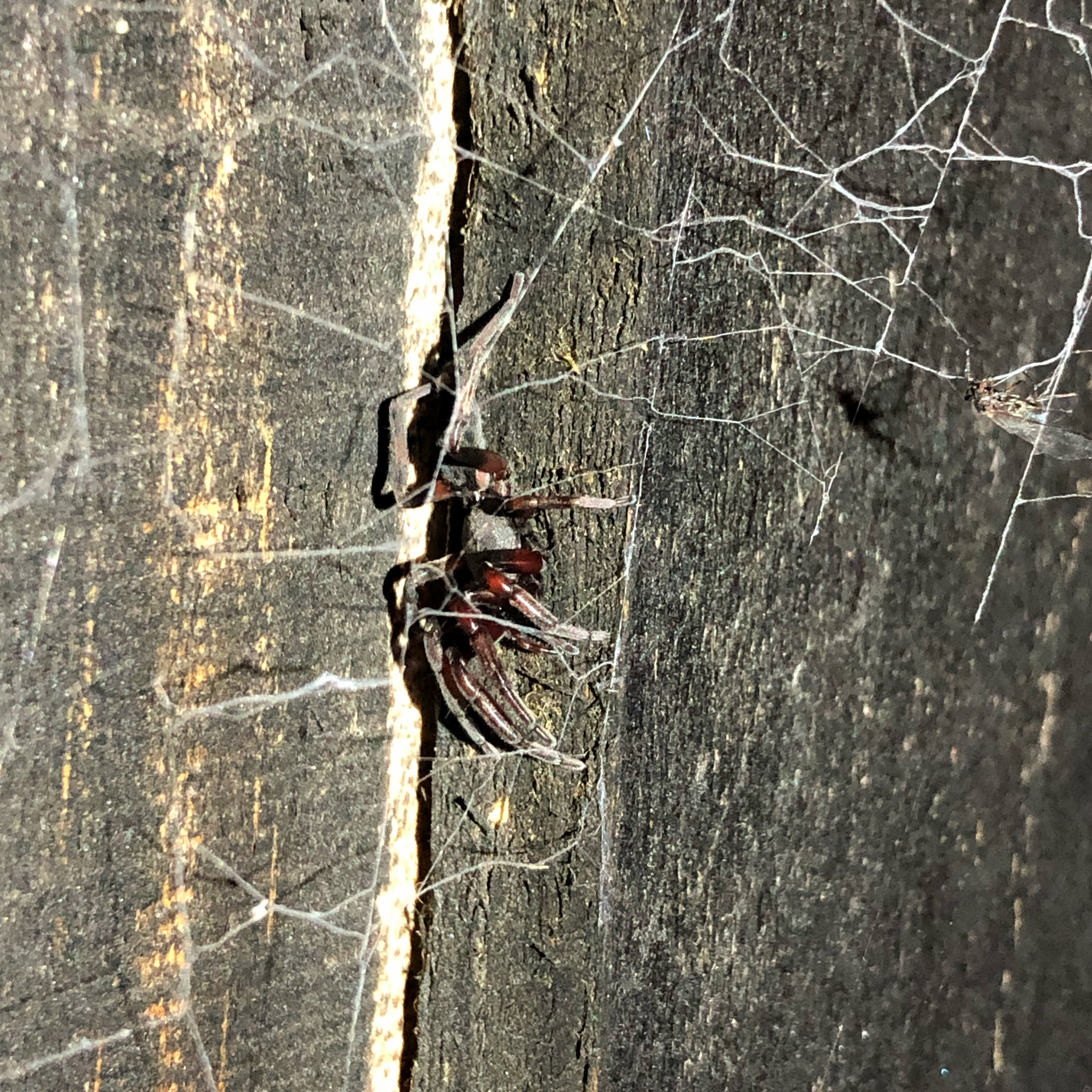
Weibchen beim Netz einer anderen Spinne. Bedingt durch ihre Jagdweise ist die Weißschwanzspinne bei Spinnennetzen häufig anzutreffen.

Die wie alle Spinnen räuberisch lebende Weißschwanzspinne scheint nach bisherigen Kenntnissen ausschließlich andere Spinnen zu erbeuten und wäre demnach stenophag (auf bestimmte Nahrung angewiesen). Die Art ist ein aktiver Laufjäger, der kein Spinnennetz für den Beutefang anlegt und sich an andere Beutespinnen auch direkt in ihren Netzen anpirscht. Dort werden die überwältigten Spinnen auch verzehrt.
Zu den überlieferten Beutetieren der Weißschwanzspinne zählen Vertreter aus den Familien der Gezeitenspinnen (Desidae), der Dipluridae, der Zitterspinnen (Pholcidae) und der Kugelspinnen (Theriididae), unter letzterer Familie auch die für den Menschen potentiell gefährliche Rotrückenspinne (Latrodectus hasselti). In Neuseeland ließ sich überdies das Jagen von der zu den Echten Radnetzspinnen (Araneidae) zählenden Art Socca pustulosa seitens der Weißschwanzspinne nachweisen. Bevorzugt werden von der Art jedoch vor allem Spinnen aus der zu den Gezeitenspinnen zählenden Gattung der Hauskräuselspinnen (Badumna) und darunter insbesondere die Schwarze Hausspinne (B. insignis) und die Graue Hauskräuselspinne (B. longinqua). Im Falle der Schwarzen Hausspinne ließ sich nachweisen, dass sich die Weißschwanzspinne gelegentlich in der Nähe derer Fangnetze aufhält und dann auch, sobald dort eingedrungen, frisch geschlüpfte Nachkommen dieser Art verzehrt.

Individuen der Weißschwanzspinne mit Beutetieren
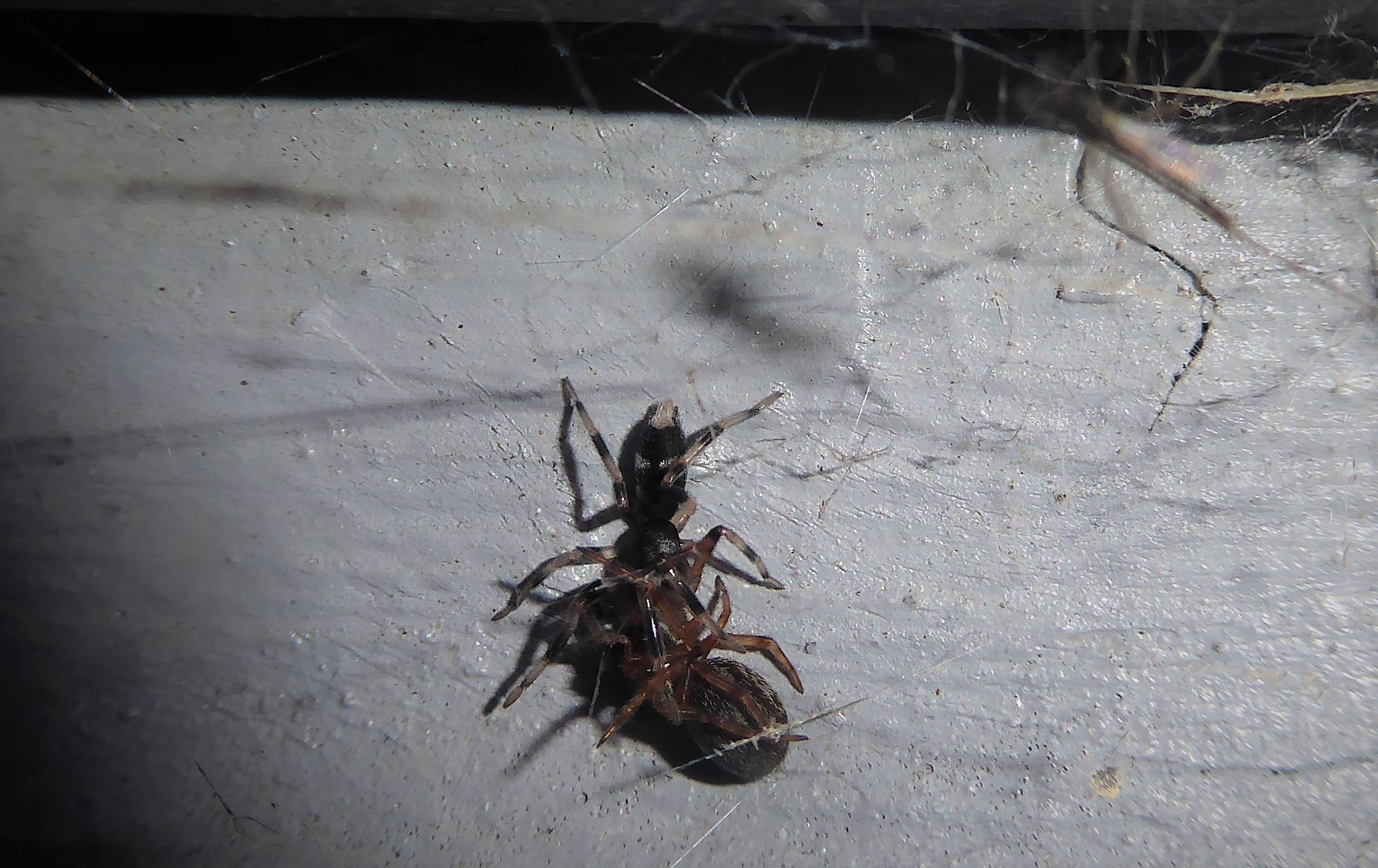
Weibchen mit erbeuteter Hauskräuselspinne in ihrem Netz
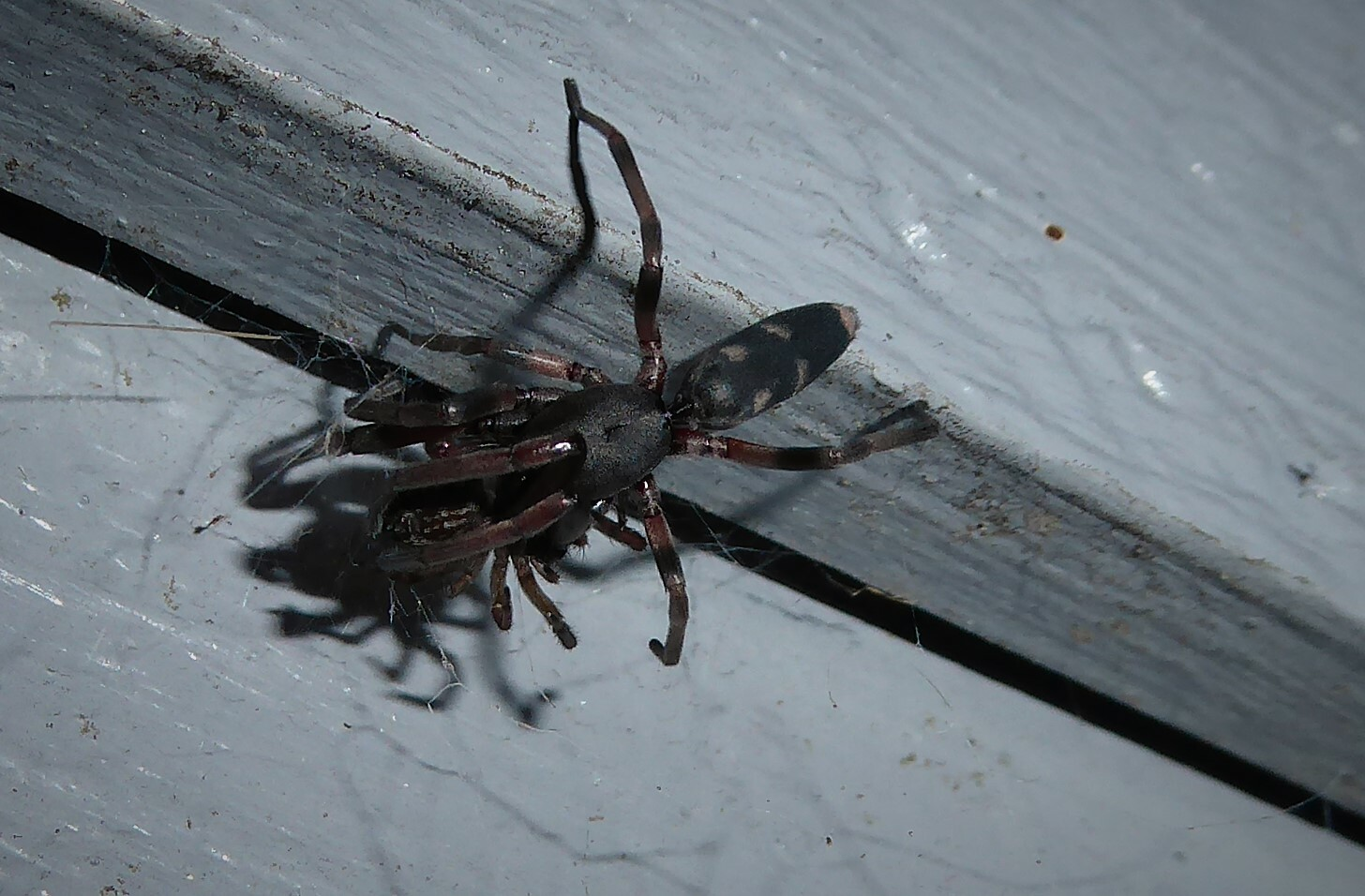
Nahaufnahme eines Männchens mit erbeuteter Hauskräuselspinne
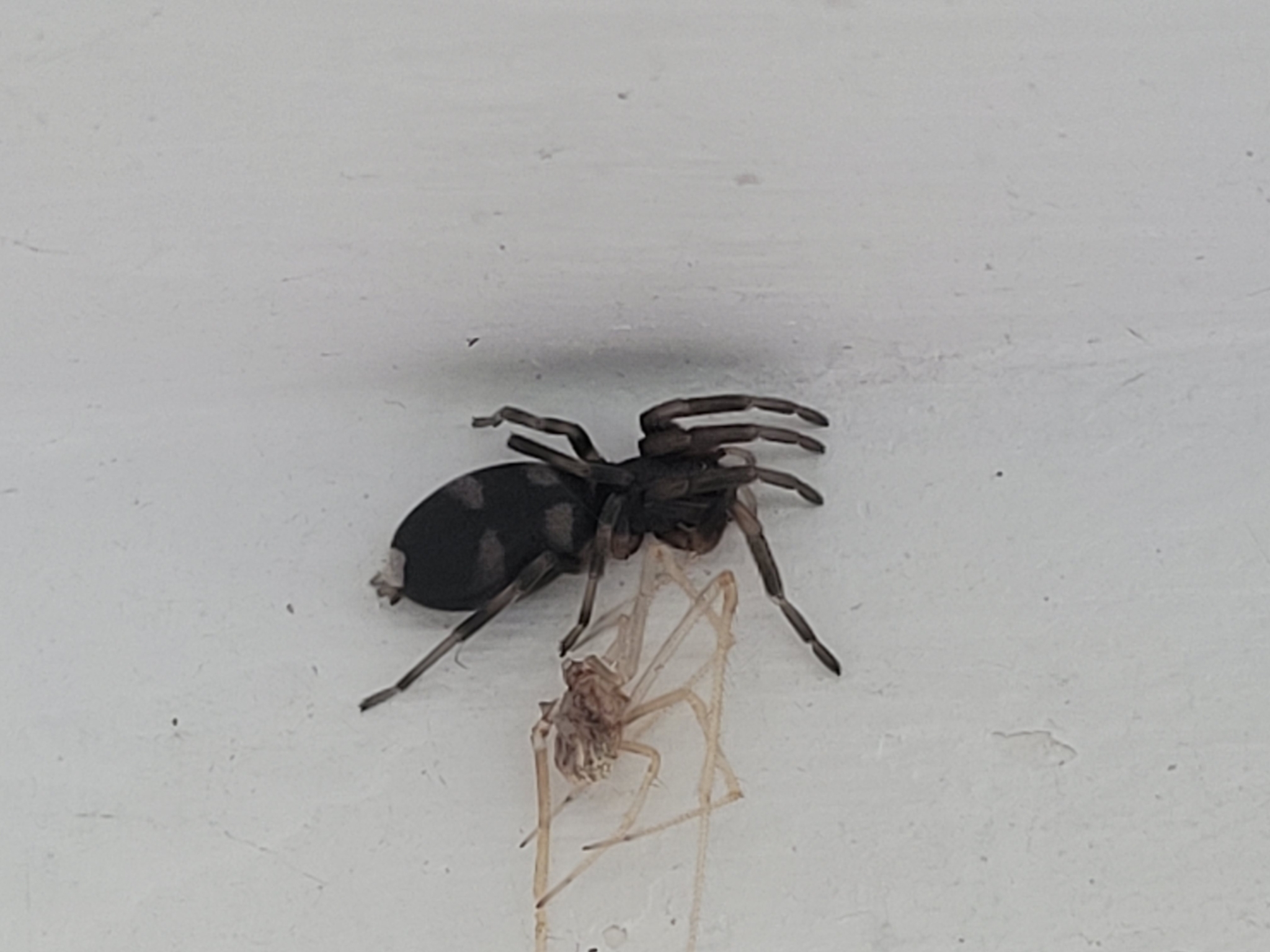
Weibchen mit den Resten einer ausgesogenen Spinne

### Lebenszyklus und Phänologie

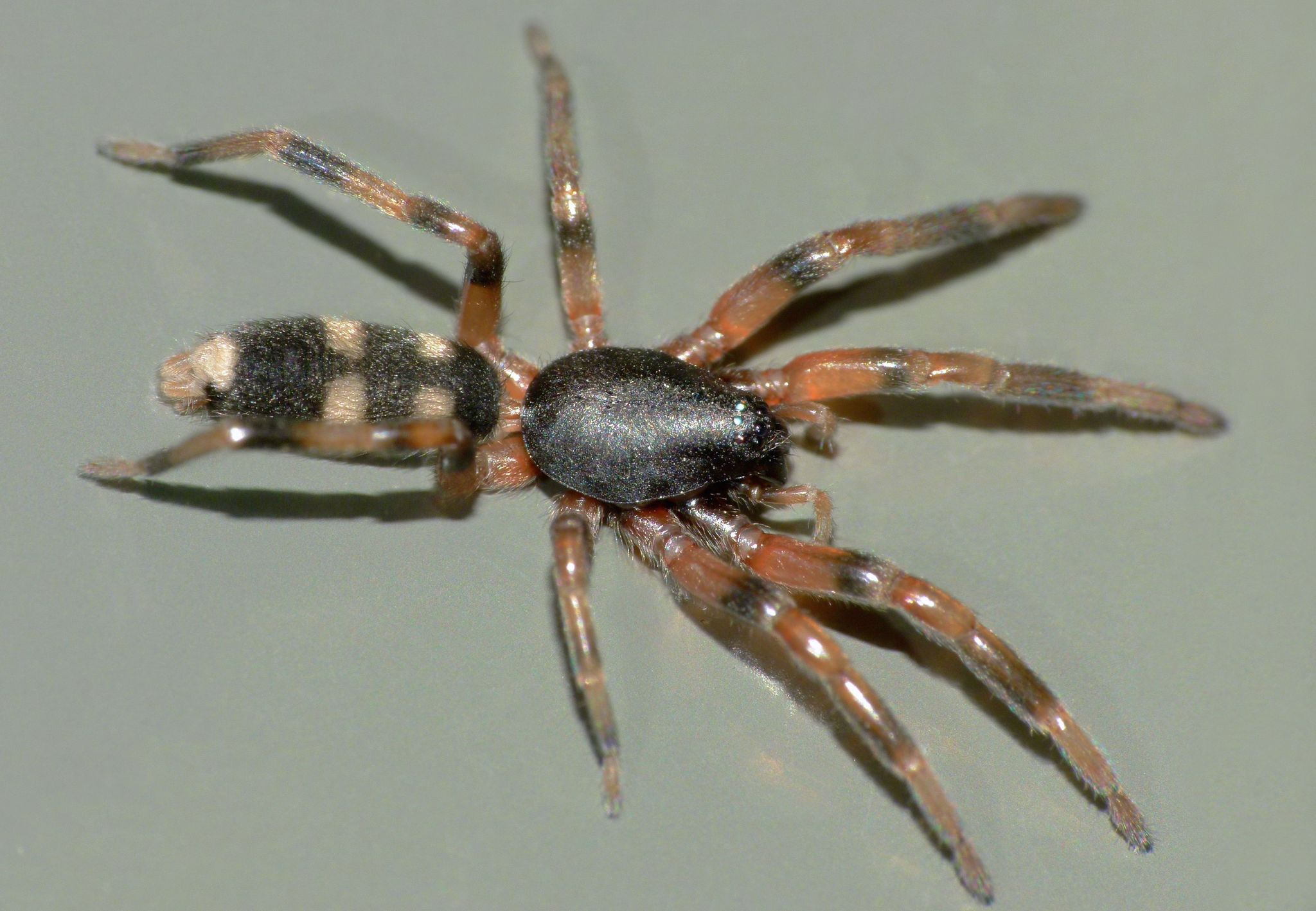
Juveniles Exemplar

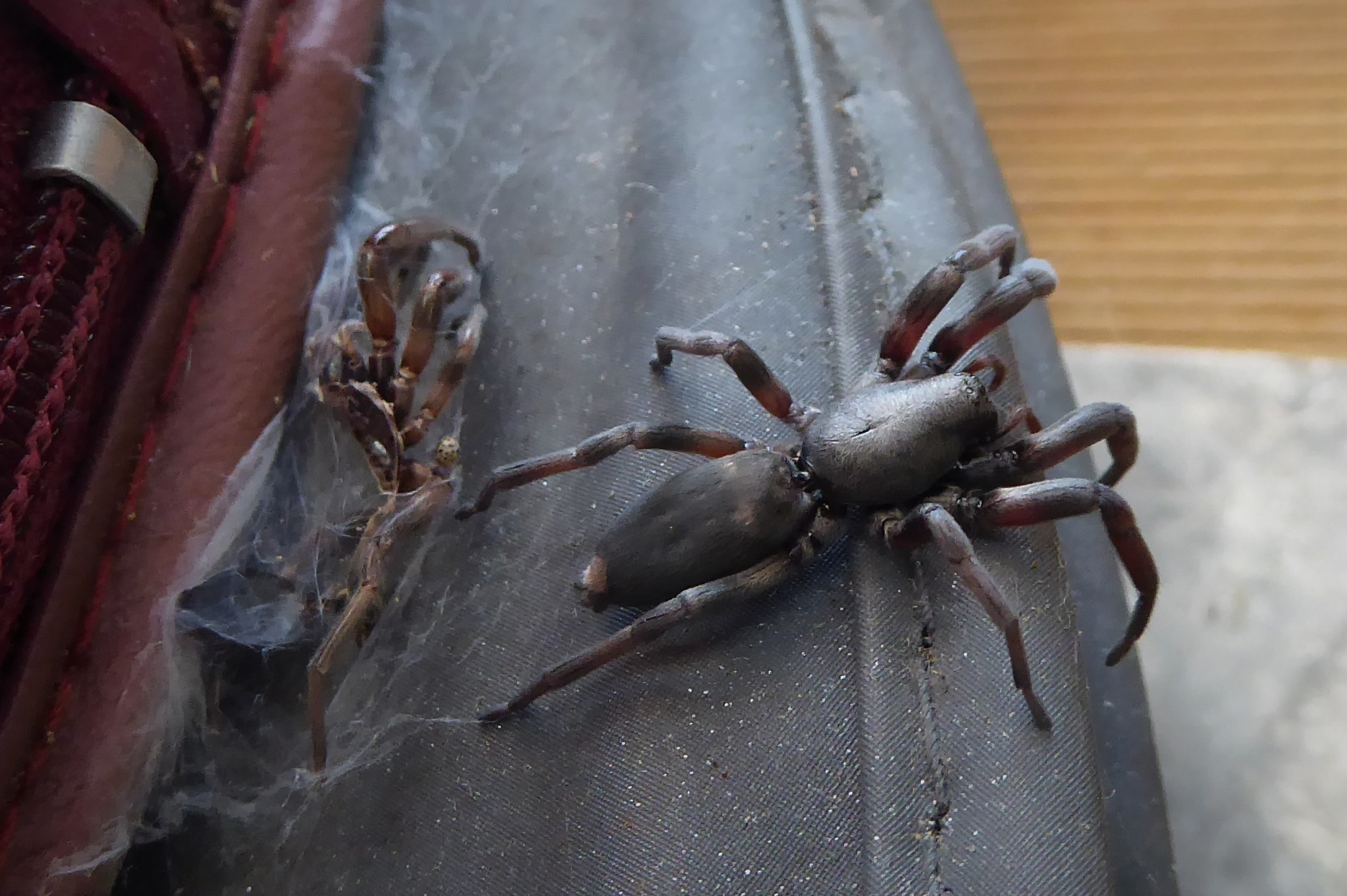
Weibchen kurz nach seiner Reifehäutung mit der Exuvie hinter der Spinne

Der Lebenszyklus der Weißschwanzspinne ist unzureichend erforscht. Die Phänologie (Aktivitätszeit) der ausgewachsenen Individuen beläuft sich auf das ganze Jahr, wobei der Höhepunkt der Aktivitätszeit zwischen November und Februar liegt und Exemplare der Art zwischen Mai bis August deutlich seltener sind.
Das Paarungsverhalten der Weißschwanzsspinne ist nicht dokumentiert. Ein begattetes Weibchen der Art legt etwa 80 bis 100 rosafarbene Eier in einem für Spinnen typischen Eikokon ab und betreibt Brutpflege, indem es das Gelege bis zum Schlupf seiner Nachkommen bewacht. Der Kokon ist linsenförmig, besteht aus weißer Spinnseide und wird gelegentlich mit Partikeln des umgebenden Untergrunds getarnt. Seine Herstellung erfolgt im Frühling oder Sommer. Die Jungtiere schlüpfen nach etwa 60 Tagen und legen unmittelbar nach dem Schlupf ein kommunales Gespinst an, unter dem sie sich versammeln. Dort verbleiben sie gemeinsam für eine Woche und verstreuen sich dann. Nach der Verselbstständigung wachsen die Jungtiere selbstständig über mehrere Fresshäute (Häutungsstadien) heran und beginnen unmittelbar danach wie die ausgewachsenen Individuen der Art andere Spinnen zu jagen.

## Systematik
Die Systematik der Weißschwanzspinne war seit der 1866 von Ludwig Carl Christian Koch durchgeführten Erstbeschreibung mehrfach geändert worden. Der Artname cylindrata ist ein lateinisches Adjektiv und bedeutet übersetzt „zylindrisch“. Er deutet somit auf das zylindrische Opisthosoma der Spinne hin.

### Beschreibungsgeschichte
Koch zählte die Weißschwanzspinne anfangs zur mittlerweile nicht mehr bestehenden Gattung Latona unter der Bezeichnung L. cylindrata. Tamerlan Thorell ordnete die Art 1866 in die von ihm im gleichen Jahr beschriebene gleichnamige Gattung der Weißschwanzspinnen (Lampona) unter der Bezeichnung Lampona cylindrata ein. Dies ist seitdem die durchgehend angewandte Bezeichnung der Spinne.

### Synonymisierte Arten
Eine ebenfalls zu den Weißschwanzspinnen (Lampona) zählende Art und eine Unterart der Weißschwanzspinne selber wurden mit dieser synonymisiert und verloren somit ihren jeweiligen Status. Bei der Unterart handelte es sich um L. c. herculanea, die 1917 von Raymond Comte de Dalmas erstbeschrieben und 1970 von Forster mit der Weißschwanzspinne synonymisiert wurde. Eine Begründung nannte er nicht. Daneben hat Platnick 2000 die 1922 von Embrik Strand erstbeschriebene Art L. pseudocylindrata mit der Weißschwanzspinne synonymisiert. Strand beschrieb die Art anhand mehreren 1893 und 1902 von Simon fälschlicherweise der Weißschwanzspinne zugeordneten Exemplaren. Eines der beiden Exemplare hatte er zutreffend als Männchen der gattungsverwandten Art L. murina zugeordnet. Laut Platnick ist jedoch Strands Argumentation, dass die von Simon untersuchten Exemplare auch nicht mit dem männlichen Lecotypen (nachträglich aus einer Typusserie als namenstragender Typus bestimmtes Exemplar) der Weißschwanzspinne konspezifisch (derselben Art angehörig) seien, falsch, da diese lediglich auf publizierten Illustrationen Simons von dieser Art basierten.

### Artengruppe der Weißschwanzspinne
Die Weißschwanzspinne wird innerhalb der Gattung der Weißschwanzspinnen (Lampona) zu einer nach ihr selber benannten Artengruppe gerechnet, die neben ihr selber die sehr nah verwandten Arten L. murina und L. papua enthält. Die Weibchen aller drei Arten teilen miteinander die Eigenschaft, eine tiefe Aushöhlung, die sich über den größten Teil der Länge des Epigynums erstreckt, und relativ kleine Spermatheken zu besitzen. Wie bei vielen anderen Vertretern der Lamponidae ist die Aushöhlung der Epigyne auch bei den Angehörigen dieser Artengruppe oft mit einem mutmaßlichen Pfropfen gefüllt, der schwer zu entfernen sein kann.

## Weißschwanzspinne und Mensch

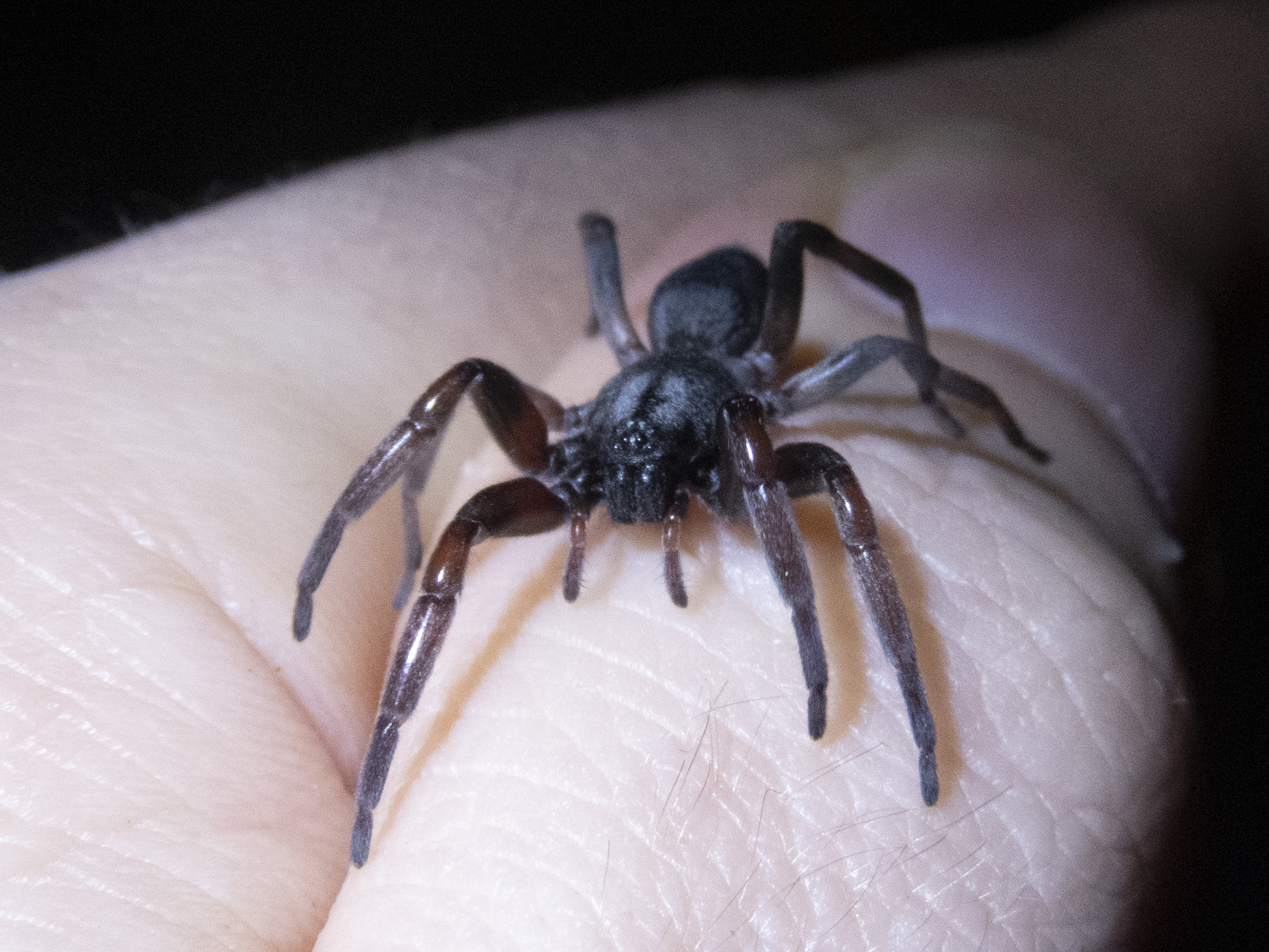
Weibchen auf der Hand

Da die Weißschwanzspinne aufgrund ihrer synantropen Lebensweise auch häufig in und an Gebäuden vorkommt, ist ein Zusammentreffen zwischen ihr und dem Menschen recht wahrscheinlich. Dies wird vor allem durch das gehäufte Auftreten der ebenfalls synantropen Hauskräuselspinnen (Badumna) in urbanen Gebieten begünstigt, da diese die Hauptbeute der Weißschwanzspinne darstellen.

### Ruf der Spinne und Annahme zur Giftigkeit
Die Weißschwanzspinne genießt oftmals keinen guten Ruf und wird nicht selten wie die zur gleichen Gattung zählenden Art L. murina für Bisse mit Nekrosen verantwortlich gemacht, was jedoch nicht zutreffend ist. Dieses Phänomen ist als „nekrotisierender Arachnidismus“ bekannt. Grund dafür sind vor allem Medienberichte sowie anfangs von der Art ausgehende Bisse auf den Menschen, die vermuten ließen, dass ihr Biss nekrotische Geschwüre auslösen kann.
Mittlerweile ist jedoch widerlegt, dass Bisse der Weißschwanzspinne Nekrosen verursachen können. Im Rahmen einer 2003 durchgeführten Studie etwa, bei der 130 Bissunfälle untersucht wurden, die nachweislich von Individuen der Art ausgingen, kam es bei keinem der Bisse zu Nekrosen. Die einzigen Spinnen, bei denen tatsächlich derartige Symptome als Folge von Bissunfällen erwiesen ausgehen können, sind Arten aus der Gattung der Einsiedler-Violinspinnen (Loxosceles), etwa der Braunen Einsiedlerspinne (L. reclusa, Vorkommen in den USA).

### Bissunfälle und Symptome sowie Behandlung
Bissunfälle der Weißschwanzspinne auf den Menschen sind möglich, wobei die Art wie die meisten Spinnen nicht aggressiv ist und sich nur in größter Not mit einem Biss zur Wehr setzt. Der Biss der Art kann lokale Symptome wie Schmerzen, Rötung, Schwellung und Juckreiz verursachen. In seltenen Fällen können auch leichte systemische Symptome wie Übelkeit, Erbrechen, allgemeines Unwohlsein und Kopfschmerzen als Bissfolge auftreten. Alle diese Symptome gelten im Allgemeinen als mild und klingen nach kurzer Zeit wieder ab. Jedoch kann zusätzlich wie bei Bissunfällen allgemein eine bakterielle Infektion an der Bissstelle auftreten.
Ein Auftreten der Weißschwanzspinne in Gebäuden und daraus resultierende Bissunfälle können unter anderem dadurch verhindert werden, dass man andere Spinnen von dort entfernt, dabei insbesondere die von ihr bevorzugten Hauskräuselspinnen (Badumna). Im Falle eines Bisses der Weißschwanzspinne sollten erste Maßnahmen daraus bestehen, die Wunde zu reinigen und einen Eisbeutel aufzulegen, um Schmerzen und Schwellungen zu lindern. Tiefgreifendere Behandlungen sind für gewöhnlich nicht erforderlich, können aber einfache Analgetika (Schmerzmittel) und zusätzlich oder alternativ Antihistaminika (Antiallergikum) zur Linderung der Symptome umfassen. Betroffene mit einer Läsion (Verletzung), die durch Vermutungen mit dem Biss einer beliebigen Spinne einschließlich der Weißschwanzspinne in Verbindung gebracht wird, sollten gründlich auf eine andere Ursache untersucht werden. Hier wäre eine grundlegende Anamnese (professionelle Erfragung von potenziell medizinisch relevanten Informationen durch Fachpersonal) und körperliche Untersuchung angemessen. Allgemein sollte bei nekrotischen Läsionen mikrobiologische Untersuchungen durchgeführt werden, was auch das Auf- und Untersuchen von Pilz- und Bakterienkulturen umfasst. Alternative Diagnosen zum Spinnenbiss sind allgemein empfehlenswert, da in der Vergangenheit eine Vielzahl von Erkrankungen fälschlicherweise als nekrotisierender Arachnidismus diagnostiziert wurden. Beispiele sind Sporotrichose, Pyoderma gangraenosum, Mycobacterium ulcerans und sogar chemische Verbrennungen.